# Anthela
Anthela Walker, 1855 è un genere di lepidotteri, appartenente alla famiglia Anthelidae, diffuso in Oceania.

## Etimologia
Il nome del genere deriva dal termine greco ἀνϑήλη (anthele), a sua volta una modificazione di ἄνϑος (antos, fiore).

## Descrizione
Si tratta di falene di dimensione media o medio-grande, con abitudini tendenzialmente notturne o crepuscolari, e caratterizzate da una buona capacità di volo. Il corpo è alquanto robusto e in particolare il torace e l'addome appaiono rivestiti da una fitta peluria.

### Adulto

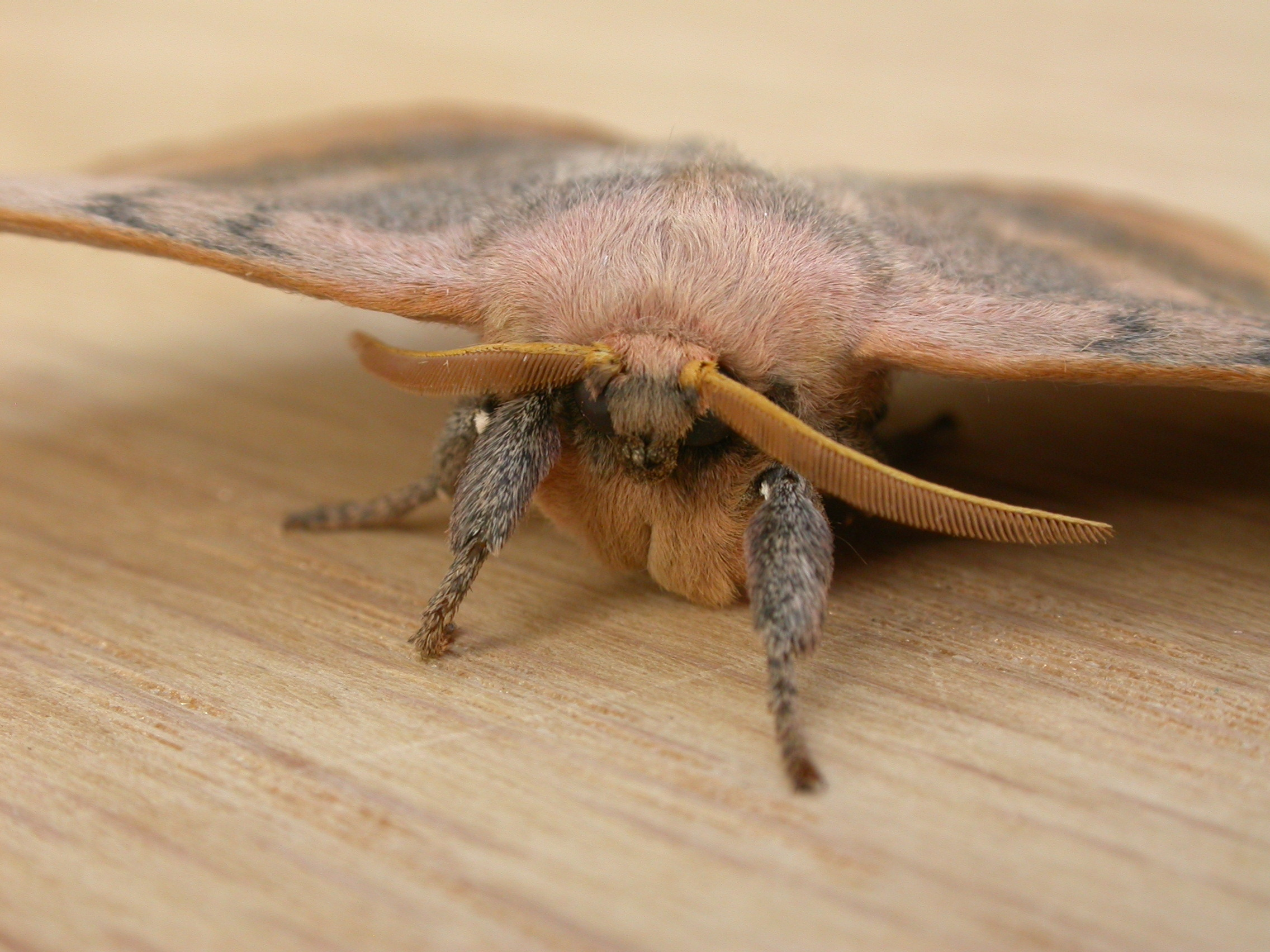
Antenne bipettinate in Anthela varia

#### Capo
Il capo si mostra ricoperto da sottili scaglie piliformi.
Non sono presenti ocelli funzionali, né chaetosemata.
Le antenne dei maschi sono bipettinate fino all'apice, ma talvolta anche tripettinate, nel caso in cui l'asse centrale dell'antennomero, che di norma è rivestito di fitte scaglie, presenti un'ulteriore dentellatura ventrale più o meno pronunciata; nelle femmine, al contrario, la struttura delle antenne può essere affine a quella dei maschi, oppure, a seconda dei casi, anche unipettinata o dentellata, o addirittura pressoché filiforme.

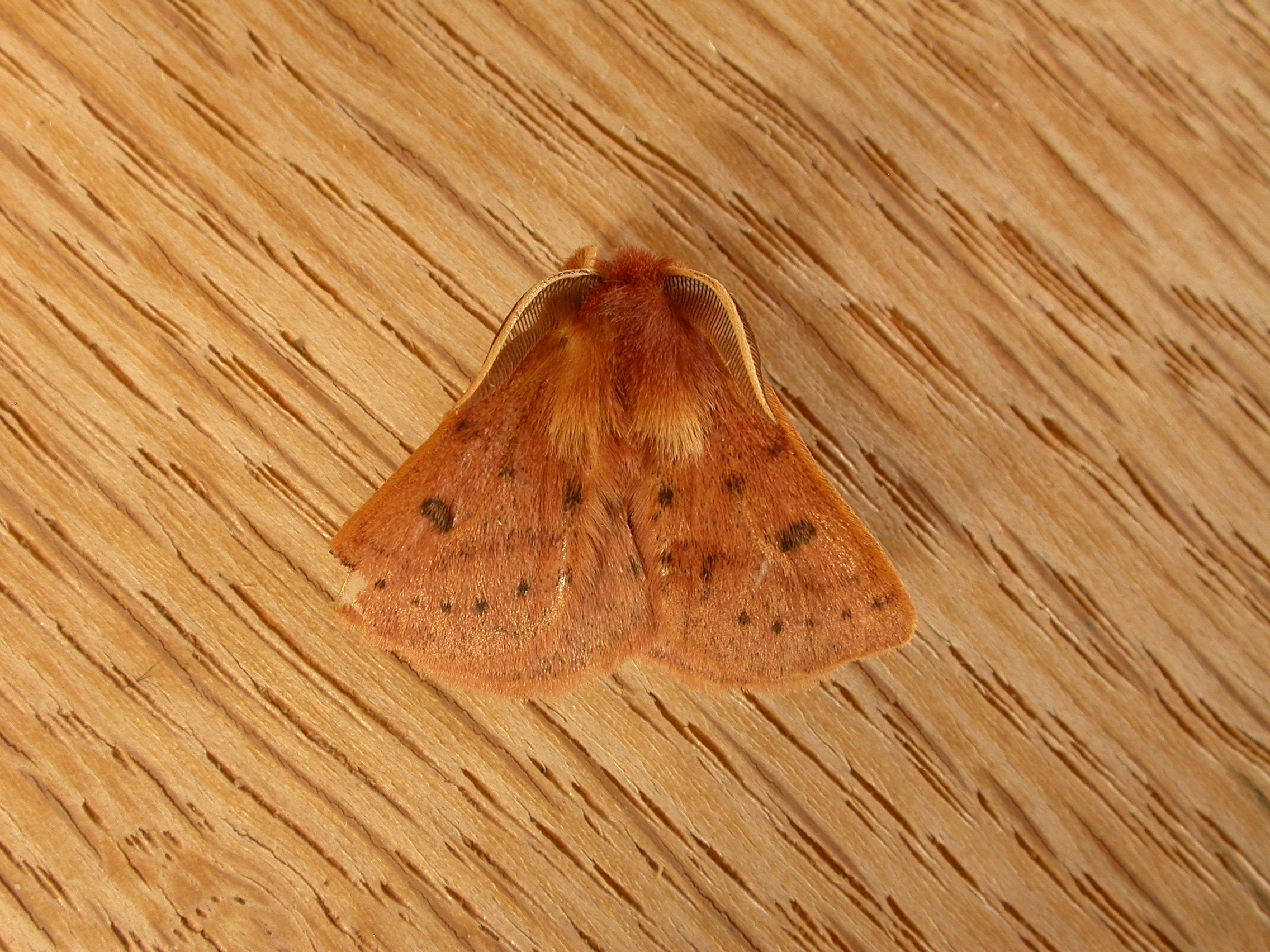
Anthela ferruginosa

Le appendici boccali sono ridotte, oppure del tutto assenti. Le setole dei lobi piliferi sono mancanti o fortemente ridotte. I palpi mascellari sono vestigiali, mentre quelli labiali possono essere da ridotti a molto sviluppati, e diritti o ascendenti (di solito più lunghi nei maschi); il primo articolo non rivela la presenza di un organo con struttura simile a quella dei chaetosemata. La spirotromba è sempre ridotta o del tutto assente.

#### Torace
Il processo ventrale della tegula può talora terminare con una punta alquanto acuminata. Non sono presenti organi timpanici toracici.

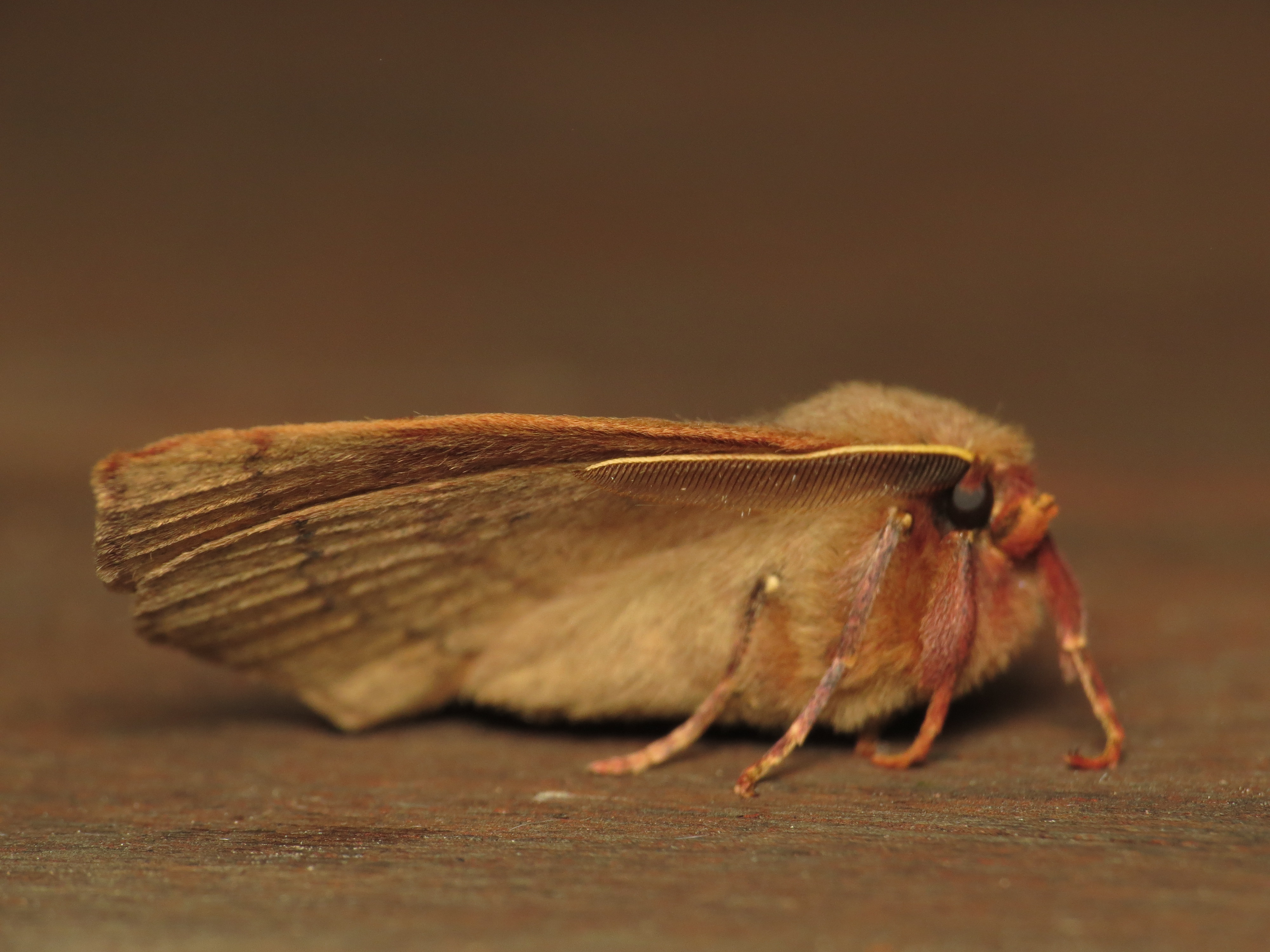
Anthela nicothoe

Nell'ala anteriore si può notare la presenza di un'areola allungata, dal cui apice dipartono le sezioni distali di Rs1, Rs2, Rs3 ed Rs4; nella parte distale dell'areola, sono spesso presenti due nervature trasversali: una prima tra Rs1 ed Rs2, oltre a una seconda, di solito incompleta o sostituita da una plica, tra R ed Rs1. M2 corre più ravvicinata a M3 che a M1. CuA1 e CuA2 sono chiaramente separate e distinguibili, mentre manca CuP. 1A+2A mostra una netta biforcazione nella regione basale.
Nell'ala posteriore, provvista di una venulazione decisamente più ridotta, Sc è connessa al margine superiore della cellula discale tramite una nervatura trasversale, solitamente molto sottile o comunque relativamente breve. Rs ed M1 sono unite per un breve tratto, e come nell'ala anteriore, M2 parte in posizione più ravvicinata a M3 che a M1. Manca CuP, mentre 3A è presente e ben definita.
L'accoppiamento alare è del tipo "frenato" nei maschi e amplessiforme nelle femmine, col mantenimento della sola parte basale del frenulum. La spinarea è assente e di solito l'apice è arrotondato o lievemente appuntito, ma in alcune specie appare falcato (ad es. in Anthela acuta).

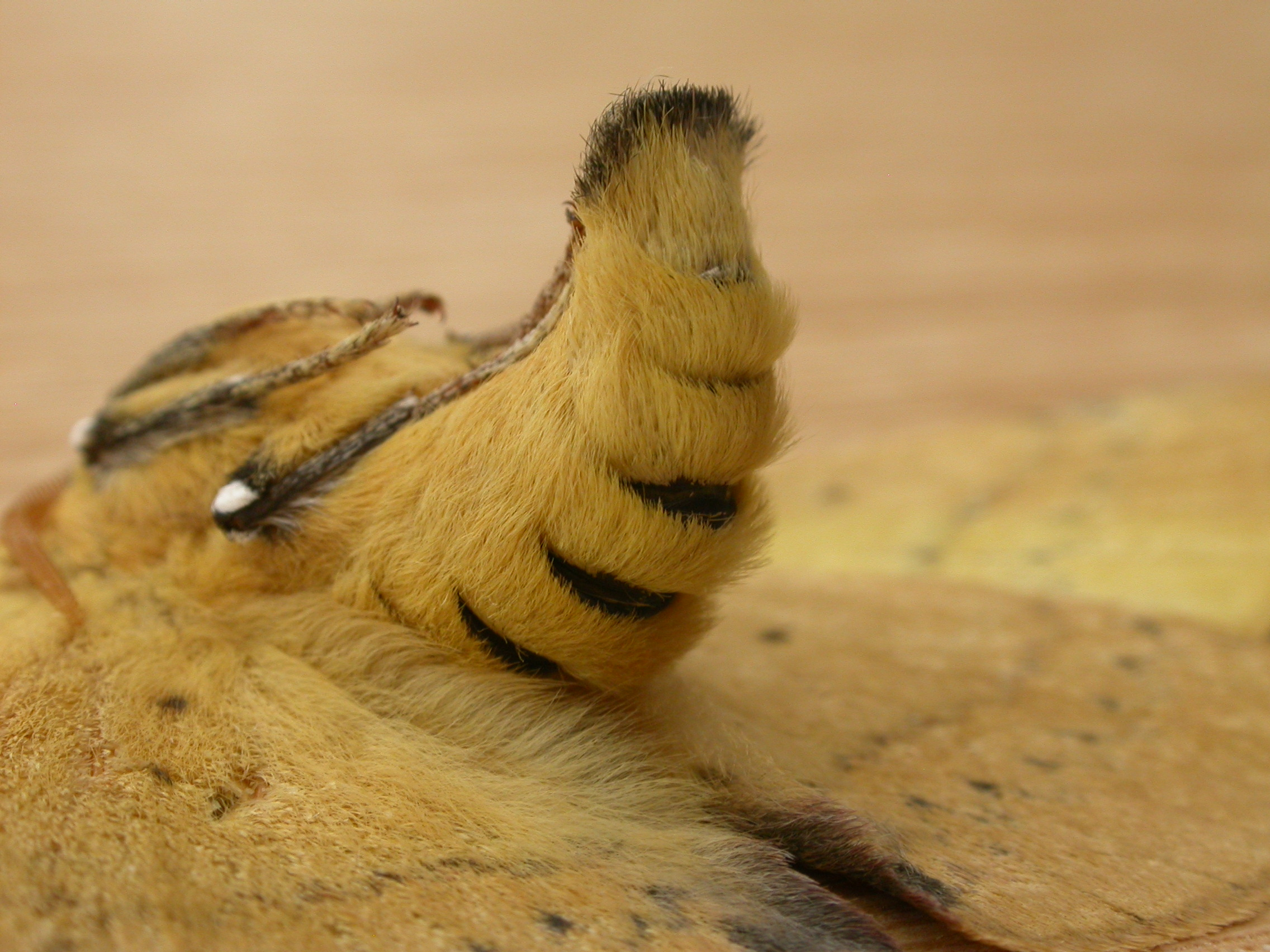
Addome di Anthela varia

Nelle zampe, l'epifisi è sempre presente nei maschi, ma fortemente ridotta o assente nelle femmine, mentre gli speroni tibiali, di regola non molto lunghi, hanno formula 0-2-2; le tibie, così come i tarsomeri, possono rivelare la presenza di diverse spinule. Arolio e pulvilli sono sempre presenti, questi ultimi provvisti di un lobo dorsale o di processi setiformi alquanto sviluppati. Le unghie hanno struttura semplice, priva di dentellatura ventrale.

#### Addome
L'addome è alquanto tozzo in entrambi i sessi e, come il torace, risulta privo di organi timpanici e rivestito da fitte scaglie piliformi.

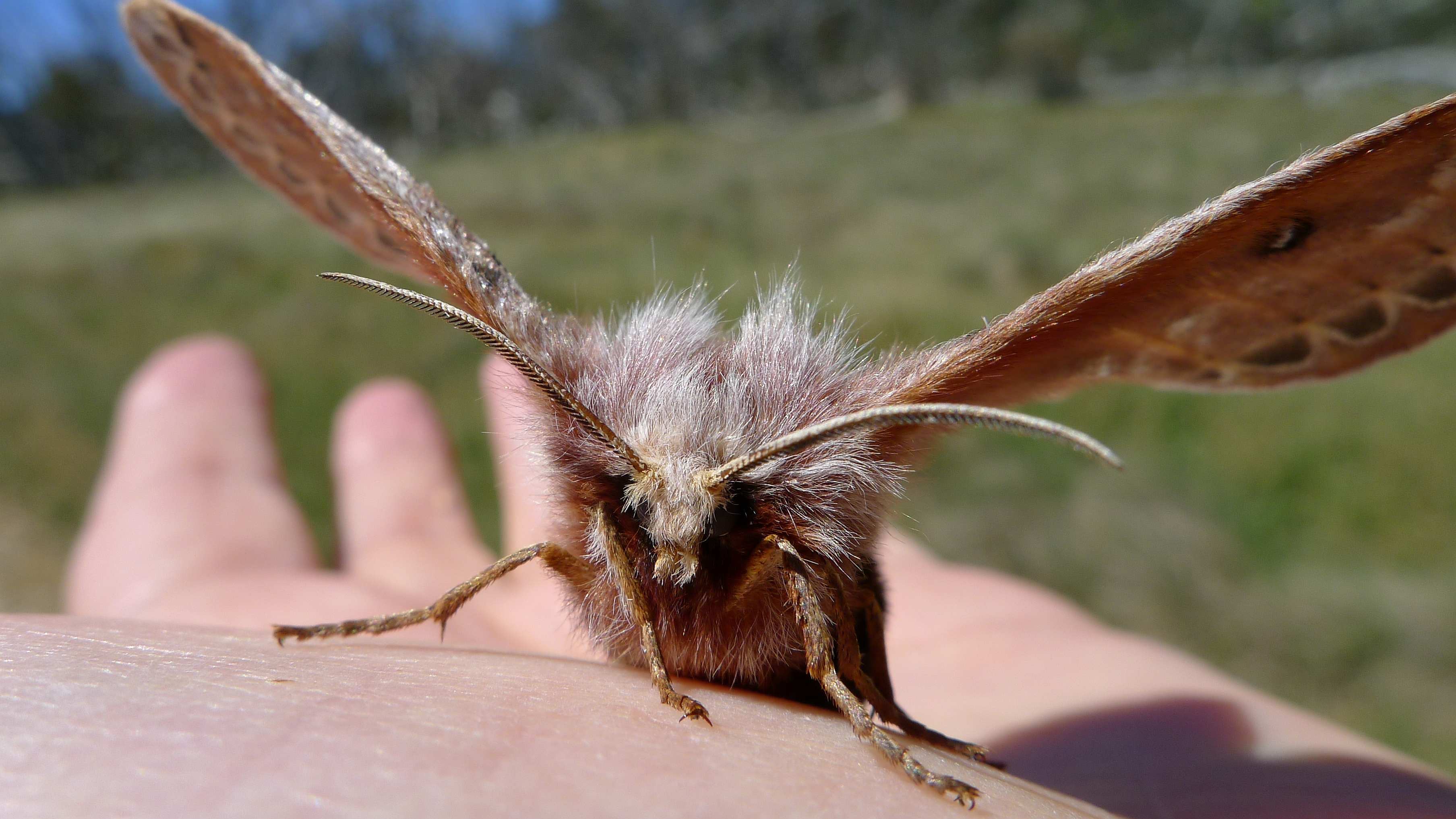
Anthela oressarcha

Ai lati del primo tergite si osservano due ispessimenti che, nel maschio, proseguono postero-lateralmente fino a terminare con due processi conici, situati caudalmente rispetto al primo paio di spiracoli. Il secondo sternite non presenta strutture di connessione con i tergiti, ma è provvisto di brevi apodemi anteriori, benché di solito non siano ravvisabili venulae ben sviluppate. Nei maschi, inoltre, lo sternite del segmento VIII è spesso appiattito, ma talvolta appare ridotto e poco sclerificato.
Nell'apparato riproduttore maschile, tegumen e vinculum sono sclerificati assieme; le valvae sono alquanto sviluppate; lo gnathos può essere vestigiale o del tutto assente, così come i socii; l'uncus può avere una forma semplice oppure tronca, o ancora divisa in due lobi; l'edeago è cilindrico e di solito provvisto anteriormente di un coecum penis e di un cornutus.
Nel genitale femminile, la bursa copulatrix non è mai molto grande, e sul corpus bursae è talvolta presente un signum ricurvo; l'ostium bursae è posizionato nella parte anteriore o centrale della superficie ventrale dell'VIII somite; le gonapofisi non sono di norma allungate; le papille anali possono essere molto sviluppate.

### Uovo
L'uovo è del tipo appiattito, con una forma grosso modo ovoidale; una delle due estremità, lievemente più scura e allargata dell'altra, regge il micropilo. Il chorion appare liscio e, in alcuni casi, traslucido oppure punteggiato di piccoli segni più scuri.
Le uova vengono deposte singolarmente o in piccoli gruppi, talvolta con una disposizione geometrica molto caratteristica.

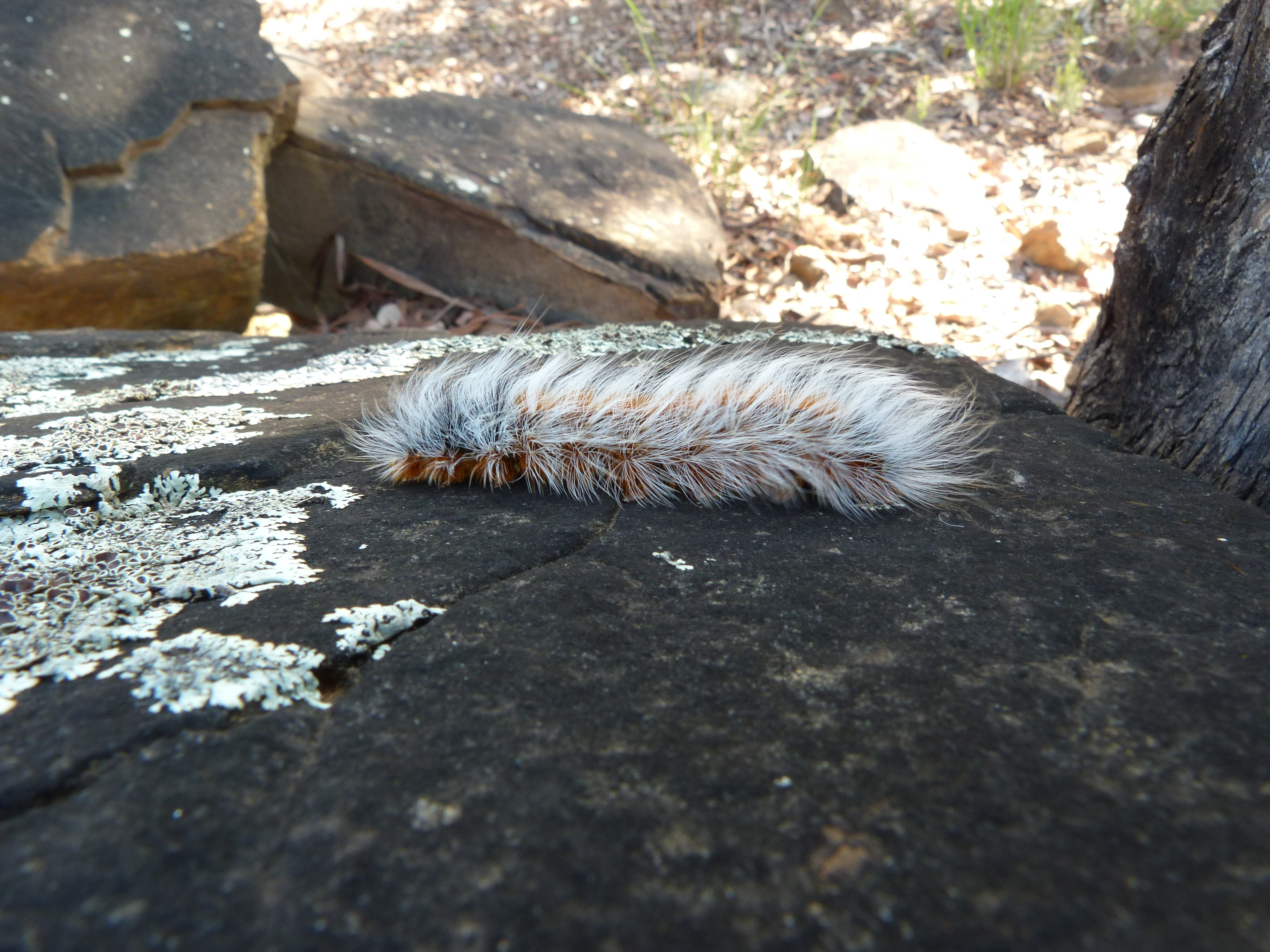
Larva di Anthela varia

### Larva
Le larve presentano parecchie setole secondarie, che possono essere a forma di spine oppure piumose, oltre a verruche ben definite.

#### Capo
Il capo è di dimensioni ridotte rispetto al resto del corpo, soprattutto negli ultimi stadi di sviluppo, con un apparato boccale di tipo ipognato. Sono presenti sei stemmata per lato, disposti su un arco più o meno regolare.
La sclerificazione è alquanto marcata, e spesso si osserva una pigmentazione più o meno accentuata, con una zona mediofrontale più chiara.

#### Torace
Nel torace, i segmenti hanno tutti dimensioni alquanto simili, e sono rivestiti di una fitta peluria, spesso urticante. Le zampe protoraciche sono più sviluppate delle altre.

#### Addome
Nell'addome si osserva una coppia di verruche dorsali in A1, due coppie (D1 e D2) sui segmenti A2-A7, e una sola verruca in posizione mediodorsale in A8.
La larva matura presenta cinque coppie di pseudozampe, robuste ma non molto allungate, sui segmenti III-VI e X; l'ultimo paio di pseudopodi, quello anale, appare più sviluppato dei precedenti. Nelle pseudozampe, gli uncini sono di regola robusti e disposti su linee ellittiche incomplete, costituite da due o più ordini.

### Pupa
La pupa è obtecta, decisamente tozza e provvista di un capo arrotondato. I palpi mascellari sono assenti e la spirotromba è rappresentata da un paio di piccoli lobi. Le antenne sono corte (circa i due terzi della lunghezza dell'ala) e solo una piccola porzione dei palpi labiali è esposta. Il cremaster è assente, ma si osservano poche setole uncinate all'estremità anale.
Il bozzolo è opaco, e spesso incorpora parte delle setole della larva.

## Biologia

### Ciclo biologico

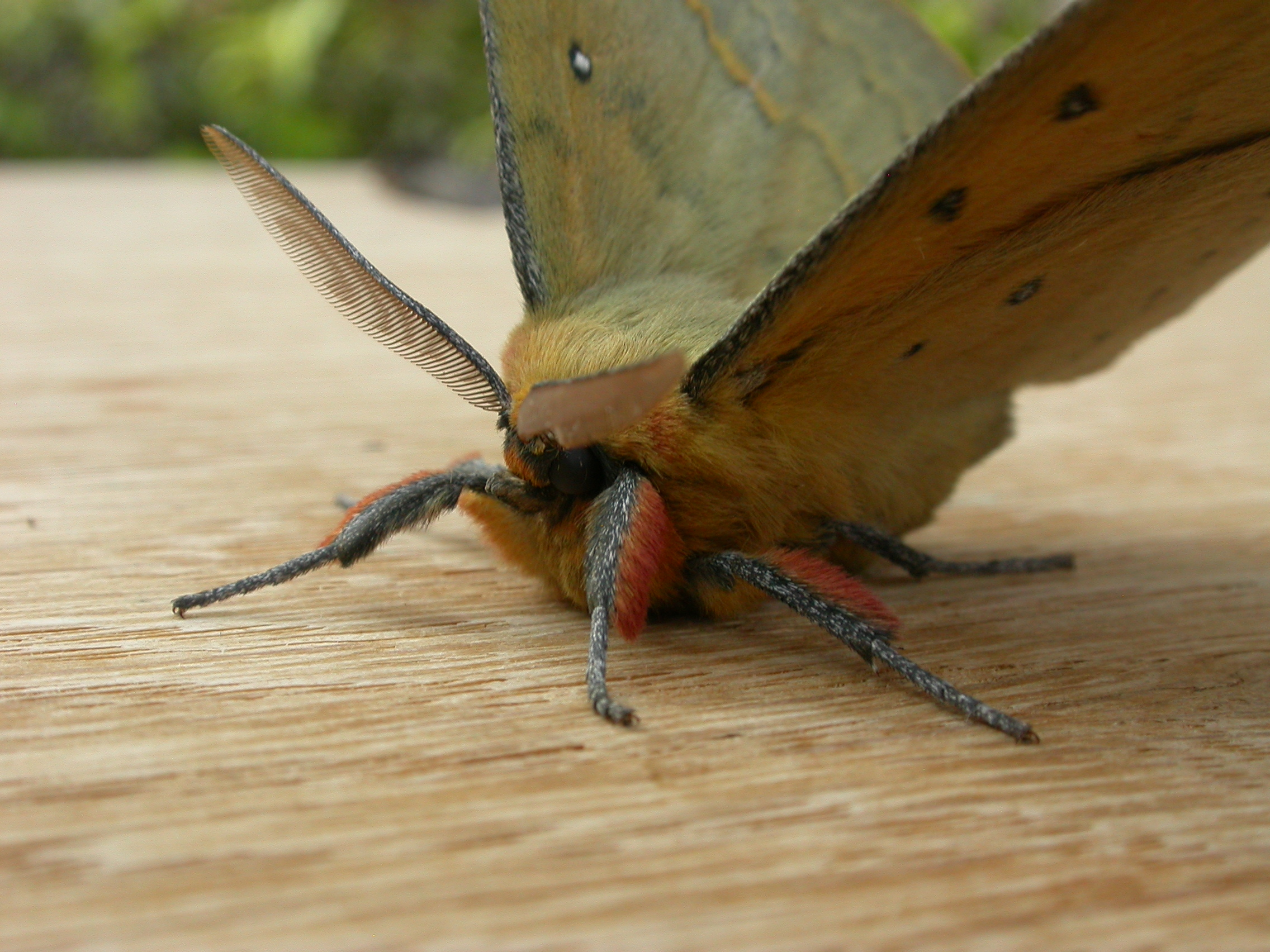
Anthela nicothoe

Gli adulti sono prevalentemente notturni, con un'attrazione per la luce più accentuata nei maschi; va tuttavia segnalato che i maschi di Anthela connexa sono al contrario attivi durante il giorno, tanto da essere talvolta confusi con delle Satyrinae.
Lo stadio adulto è incapace di alimentarsi, non disponendo di un apparato boccale funzionale.
È probabile che l'accoppiamento avvenga subito dopo l'emersione delle femmine dai bozzoli, considerato che quelle attratte dalle fonti luminose, tendono a deporre immediatamente uova già fecondate.
Tranne poche eccezioni, anche le larve sono principalmente attive nelle ore di buio, e in nessuna specie si registra il fenomeno del gregarismo.
L'impupamento può aver luogo in un bozzolo fissato alla pianta nutrice, oppure nella lettiera superficiale del sottobosco.
Il bozzolo ha una struttura a doppio strato, essenzialmente costituito da fibre sericee estruse dalla larva e intessute grazie alla filiera; esso può anche contenere setole secondarie oppure spinule irritanti di protezione, incorporate dalla larva durante le fasi di tessitura.

### Periodo di volo
Le specie appartenenti a questo taxon hanno di regola un ciclo univoltino, con il periodo di volo solitamente compreso tra aprile e giugno.

### Alimentazione
Queste larve non sono minatrici fogliari, ma al contrario si alimentano aggrappate alle parti vegetali (principalmente le foglie).
Tra le molte piante nutrici riportate in letteratura, possiamo citare:
- Arecaceae Bercht. & J. Presl, 1820
  - Phoenix L., 1753
    - Phoenix roebelenii O'Brien, 1889
- Asteraceae Bercht. & J. Presl, 1820
  - Olearia Moench, 1802
    - Olearia argophylla (Labill.) F.Muell. ex Benth., 1867
- Combretaceae R. Br., 1810
  - Terminalia L., 1767
    - Terminalia ferdinandiana Exell, 1935
- Fabaceae Lindl., 1836
  - Acacia Mill., 1754
    - Acacia baileyana F.Muell., 1888
    - Acacia binervata DC., 1825
    - Acacia dealbata Link, 1822 (mimosa)
    - Acacia decurrens Willd., 1806
    - Acacia falcata Willd., 1806
    - Acacia floribunda (Vent.) Willd., 1806
    - Acacia harpophylla Benth., 1864
    - Acacia mearnsii De Wild., 1925
    - Acacia melanoxylon R.Br., 1813 (acacia nera)
    - Acacia pycnantha Benth., 1842
- Juglandaceae DC. ex Perleb, 1818
  - Carya Nutt., 1818
- Myrtaceae Juss., 1789
  - Corymbia K.D. Hill & L.A.S. Johnson, 1995
    - Corymbia torelliana (F.Muell.) K.D.Hill & L.A.S.Johnson, 1995

  - Eucalyptus L'Hér., 1789 (eucalipti)
    - Eucalyptus pauciflora Sieber ex Spreng., 1827
    - Eucalyptus polyanthemos Schauer, 1843
- Pinaceae Spreng. ex Rudolphi, 1830
  - Pinus L., 1753 (pini)
    - Pinus patula Schiede ex Schltdl. & Cham., 1831
    - Pinus radiata D.Don, 1837 (pino di Monterey)
- Poaceae Barnhart, 1895
  - Bromus L., 1753
    - Bromus arenarius Labill., 1805

  - Ehrharta Thunb., 1779
    - Ehrharta erecta Lam., 1786

  - Nassella (Trin.) E. Desv., 1854
    - Nassella neesiana (Trin. & Rupr.) Barkworth, 1990

  - Saccharum L., 1753
    - Saccharum officinarum L., 1753 (canna da zucchero)

  - Triticum L., 1753
    - Triticum aestivum L., 1753 (frumento)
- Proteaceae Juss., 1789
  - Macadamia F. Muell., 1857
    - Macadamia integrifolia Maiden & Betche, 1896
    - Macadamia tetraphylla L.A.S.Johnson, 1954
- Salicaceae Mirb., 1815
  - Salix L., 1753

### Parassitoidismo
Sono noti casi di parassitoidismo ai danni di larve di Anthela, da parte di diverse specie di imenotteri appartenenti alle superfamiglie Chalcidoidea e Ichneumonoidea; tra queste citiamo:
- Chalcidoidea Latreille, 1817
  - Pteromalidae Dalman, 1820
    - Acroclisissa Girault, 1933
- Ichneumonoidea Latreille, 1802
  - Ichneumonidae Latreille, 1802
    - Echthromorpha intricatoria (Fabricius, 1804)

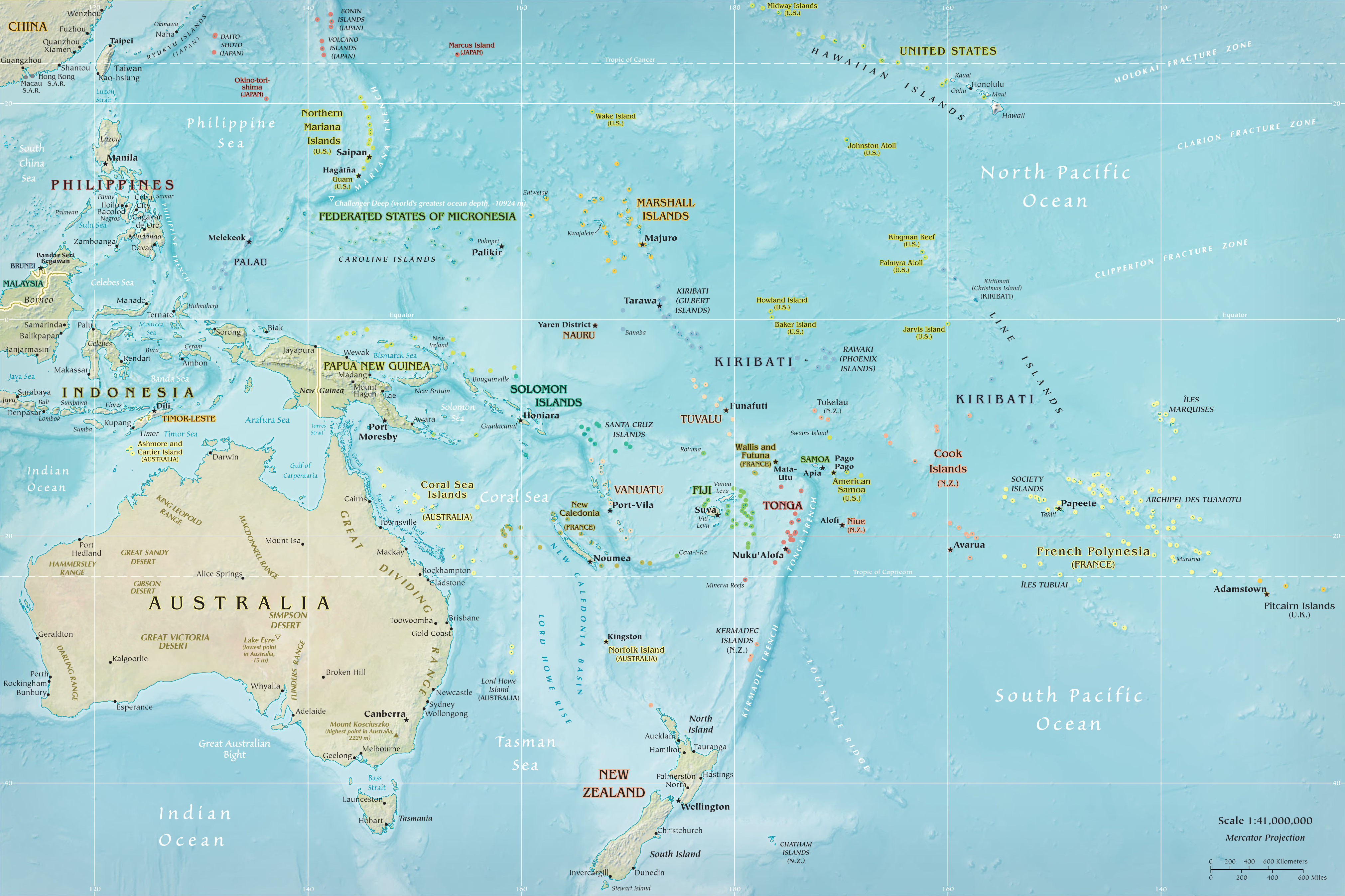
L'Oceania

    - Lissopimpla excelsa (Costa, 1864)
    - Theronia maculosa Krieger, 1906

## Distribuzione e habitat
Queste falene sono presenti essenzialmente in Oceania: la maggior parte delle specie occupa un areale compreso nei confini dell'Australia continentale, e solo poche specie sono state rinvenute in Tasmania e in Nuova Guinea; fa eccezione la sola Anthela brunneilinea, che è stata descritta per le isole Kai (Molucche orientali, Indonesia), comunque a poca distanza dalle coste della Nuova Guinea.

## Tassonomia
Anthela Walker, 1855 - List Spec. lepid. Insects Colln Br. Mus. (4): 778 (chiave); 853 - specie tipo: Anthela ferruginosa Walker, 1855 - List Spec. lepid. Insects Colln Br. Mus. (4):854.
Il genere fu istituito da Walker all'interno dei Liparidae (oggi Erebidae, Lymantriinae) nel 1855. In seguito fu trasferito all'interno dei Lymantriidae, sottofamiglia Anthelinae, da Turner nel 1904. Infine le Anthelinae furono innalzate allo status di famiglia (Anthelidae), ancora dallo stesso Turner, nel 1920 e nel 1921

### Specie
Il taxon è presente essenzialmente in Oceania (tranne una specie nelle isole Kai) e comprende 75 specie:
- Anthela achromata Turner, 1904 - Trans. Ent. Soc. Lond. 1904: 481 - Australia (Territorio del Nord e Queensland)[2] Anthela acuta

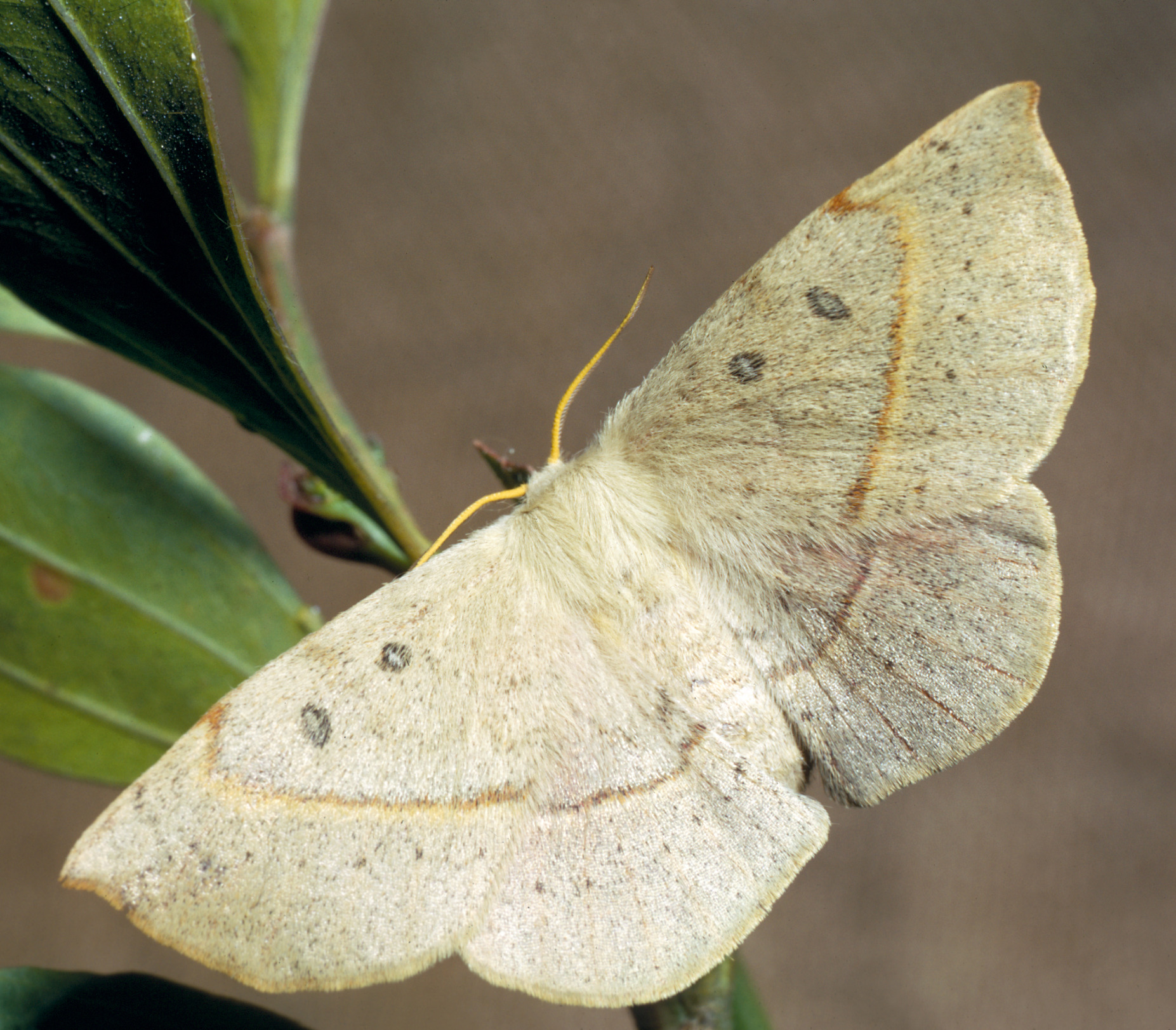
Anthela acuta

- Anthela acuta (Walker, 1855) - List Spec. lepid. Insects Colln Br. Mus. (4): 889 - Australia[1]
  - = Darala acuta Walker, 1855[1]
  - = Darala conspersa Walker, 1855 - List Spec. lepid. Insects Colln Br. Mus. (4): 891[1]
  - = Darala excisa Walker, 1855 - List Spec. lepid. Insects Colln Br. Mus. (4): 889[1]
  - = Darala plana Walker, 1855 - List Spec. lepid. Insects Colln Br. Mus. (4): 892[1]
  - = Darala simplex Walker, 1855 - List Spec. lepid. Insects Colln Br. Mus. (4): 891[1]
  - = Darala quadriplaga Walker, 1862 - Trans. Ent. Soc. Lond. (3) 1: 269[22]
  - = Ennomos potentaria Walker, 1863 - List Spec. lepid. Insects Colln Br. Mus. (26): 1519[23]
  - = Darala delineata Walker, 1865 - List Spec. lepid. Insects Colln Br. Mus. (32): 371[24]
- Anthela addita (Walker, 1865) - List Spec. lepid. Insects Colln Br. Mus. (32): 372 - Australia (Queensland, Nuovo Galles del Sud, Victoria e Tasmania)[24]
  - = Darala addita Walker, 1865[24]
  - = Arnissa simplex Walker, 1869 - Characters undescr. Lepid. Heterocera: 77[25]
  - = Colussa vinosa Rosenstock, 1885 - Ann. Mag. nat. Hist. (5) 16: 384[26]
  - = Colussa venosa [sic] Kirby, 1892 - Synon. cat. Lep. Het. (Moths) 1:805[27]

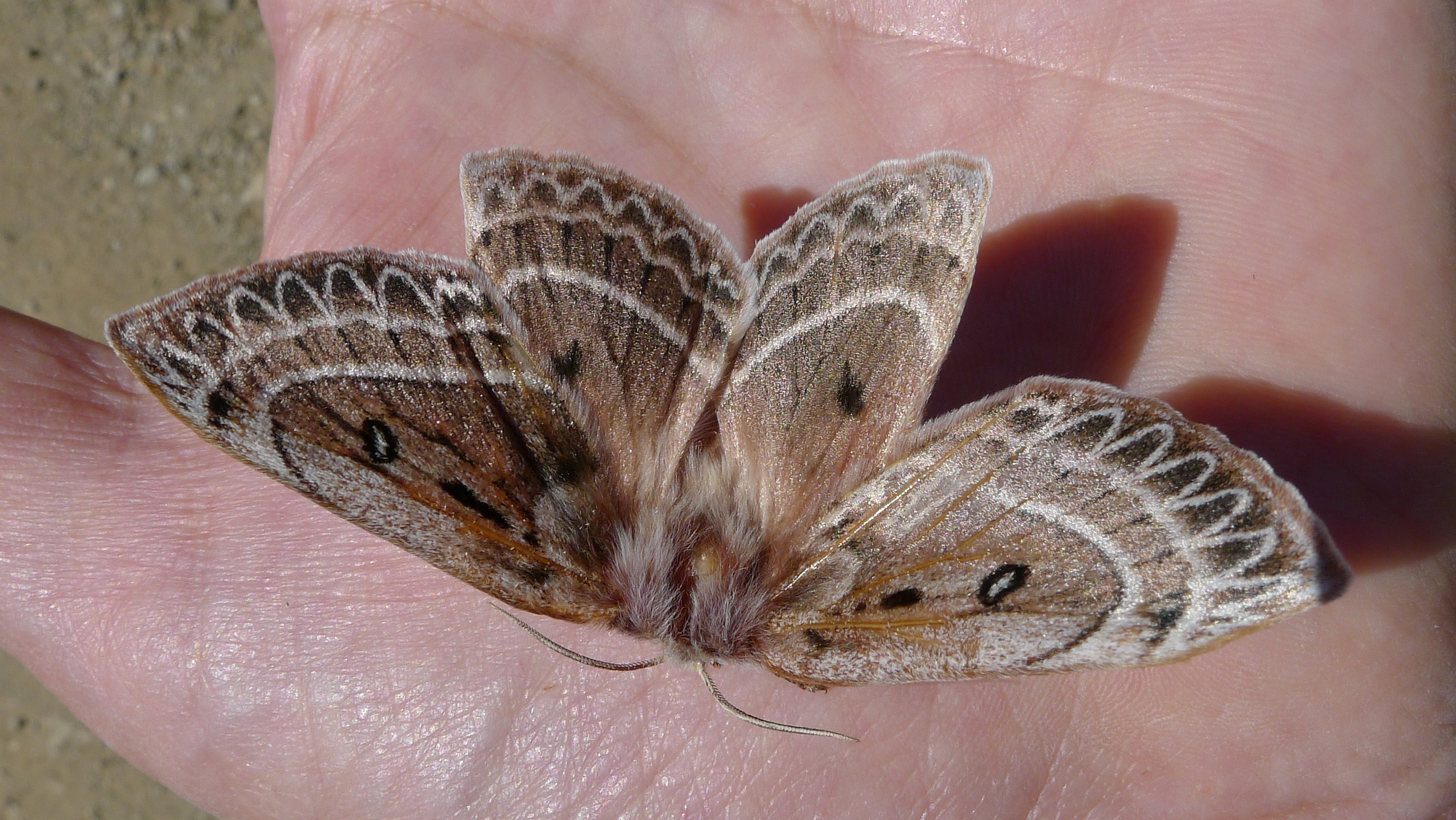
Anthela oressarcha

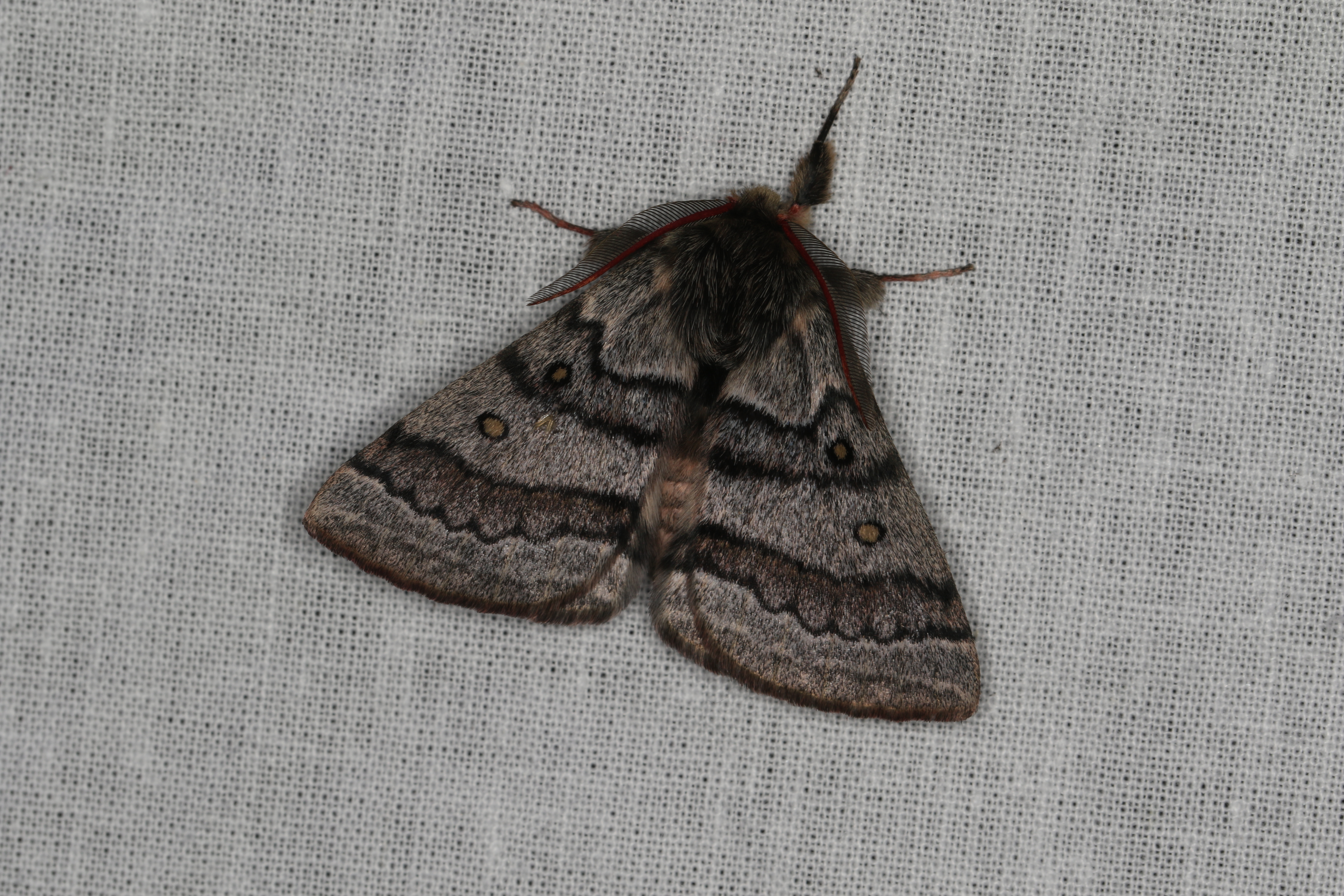
Anthela tetraphrica

  - = Anthela pyrrhica Turner, 1921 - Proc. Linn. Soc. N.S.W. 46 (182): 183[12]
- Anthela adriana (Swinhoe, 1902) - Ann. Mag. Nat. Hist. (7) 9 (54): 419 - Australia[28]
  - = Darala adriana Swinhoe, 1902[28]
- Anthela allocota Turner, 1921 - Proc. Linn. Soc. N.S.W. 46 (182): 182 - Australia (Victoria)[12]
- Anthela angiana (Joicey, Noakes & Talbot, 1916) - Trans. Ent. Soc. Lond. 1915: 380; tav. 62, fig. 4 - Nuova Guinea[29]
  - = Colussa aroa angiana Joicey, Noakes & Talbot, 1916[29]
- Anthela ariprepes Turner, 1921 - Proc. Linn. Soc. N.S.W. 46 (182): 179 - Australia (Australia Occidentale, Queensland, Nuovo Galles del Sud e Victoria)[12]
- Anthela aroa (Bethune-Baker, 1904) - Novit. Zool. 11 (2): 393 - Nuova Guinea[30]
  - Cycethra aroa Bethune-Baker, 1904[30]
- Anthela asciscens (Lucas, 1891) - Proc. Linn. Soc. N.S.W. (2) 6: 288 - Australia (Australia Occidentale, Territorio del Nord, Australia Meridionale, Queensland e Nuovo Galles del Sud) e Nuova Guinea[31]
  - = Darala asciscens Lucas, 1891[31]
  - = Anthela tritonea Swinhoe, 1903 - Trans. Ent. Soc. Lond. 1903 (3): 448[32]
  - = Anthela magnifica Swinhoe, 1922 - Ann. Mag. Nat. Hist. (9) 10 (58): 455[33]
- Anthela astata Turner, 1926 - Proc. Linn. Soc. N.S.W. 51: 411 - Australia (Queensland)[34]
  - = Darala cinerascens Grünberg, 1914 - Entomologische Rundschau 31: 77[35] [nec Darala (Walker, 1855)][1]

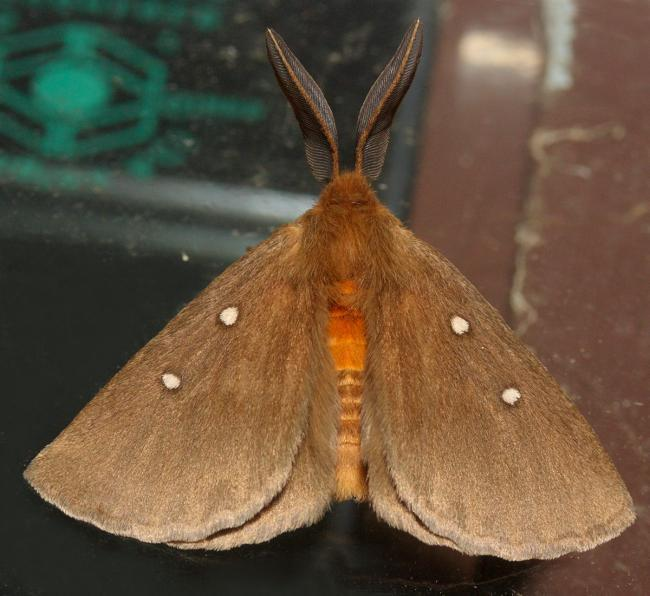
Anthela callispila

- Anthela asterias (Meyrick, 1891) - Trans. R. Soc. S. Australia 14: 192 - Australia (Australia Occidentale, Territorio del Nord, Queensland, Nuovo Galles del Sud e Victoria)[36]
  - = Darala asterias Meyrick, 1891[36]
  - = Darala uniformis Swinhoe, 1892 - Cat. Het. Mus. Oxford (1): 210[37]
  - = Anthela niphomacula Lower, 1905 - Trans. R. Soc. S. Austr. 29: 175[38]
- Anthela barnardi Turner, 1922 - Proc. Linn. Soc. N.S.W. 47 (187): 351 - Australia[39]
- Anthela basigera (Walker, 1865) - List Spec. lepid. Insects Colln Br. Mus. (32): 372 - Australia (Australia Meridionale e Victoria)[24]
  - = Darala basigera Walker, 1865[24]
  - = Darala undulata Felder, 1874 - Reise Fregatte Novara 2 (Abth. 2) (4): tav. 98, fig. 11[40]
- Anthela brunneilinea Hulstaert, 1924 - Ann. Mag. Nat. Hist. (9) 13 (73): 137 - Indonesia, Molucche, Isole Kai[41]
- Anthela callileuca Turner, 1922 - Proc. Linn. Soc. N.S.W. 47 (187): 351 - Australia Anthela callispila[39]
- Anthela callispila Lower, 1905 - Trans. R. Soc. S. Australia 29: 175 - Australia (Australia Meridionale, Queensland e Nuovo Galles del Sud)[38]
- Anthela callixantha (Lower, 1902) - Trans. R. Soc. S. Australia 26: 214 - Australia (Australia Occidentale)[42]
  - = Darala callixantha Lower, 1902[42]
  - = Anthela flavala Swinhoe, 1903 - Trans. Ent. Soc. Lond. 1903 (3): 452[32]
  - = Anthela flavata [sic] Swinhoe, 1922 - Ann. Mag. Nat. Hist. (9) 10 (58): 455[33]

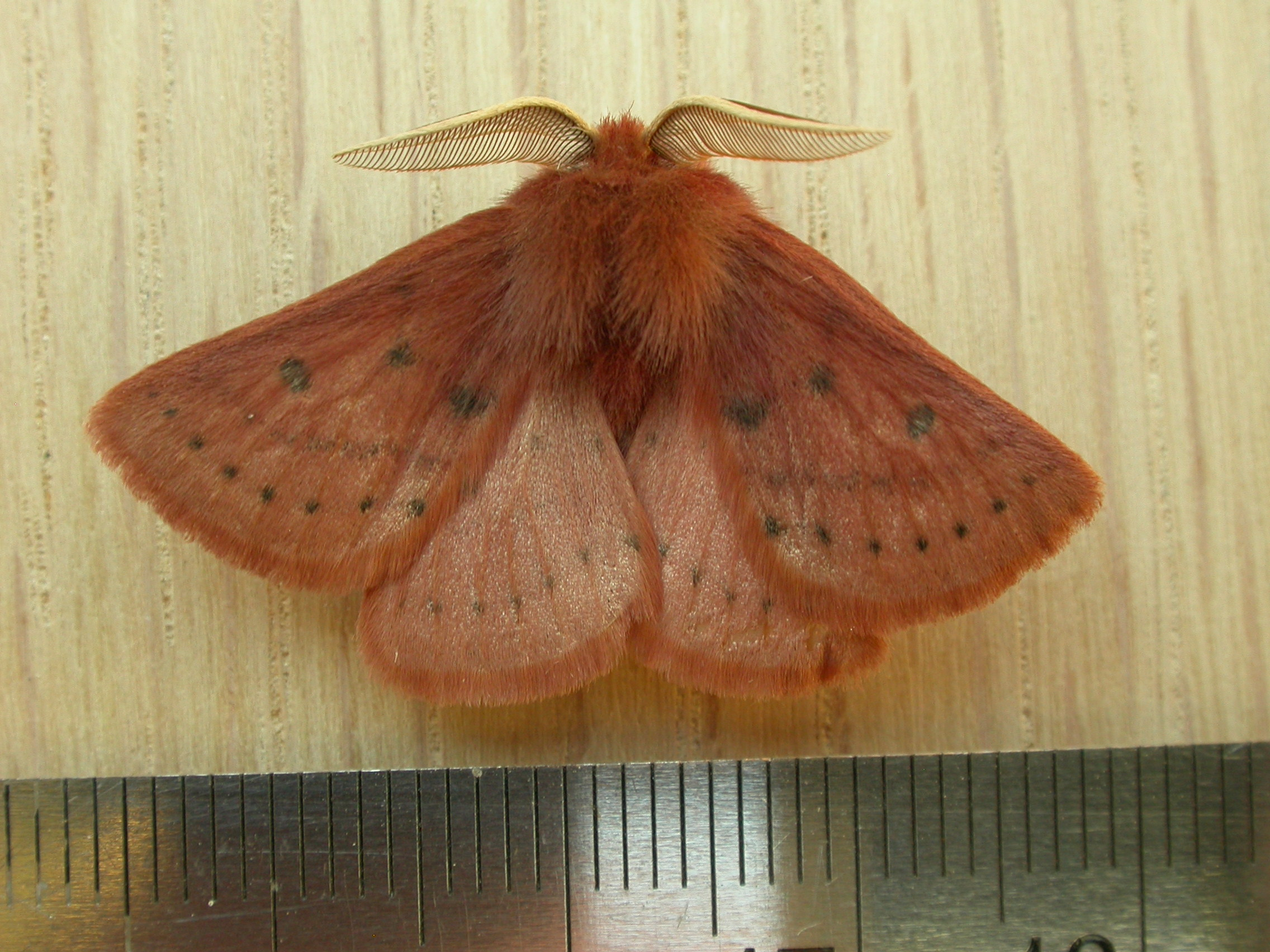
Anthela ferruginosa

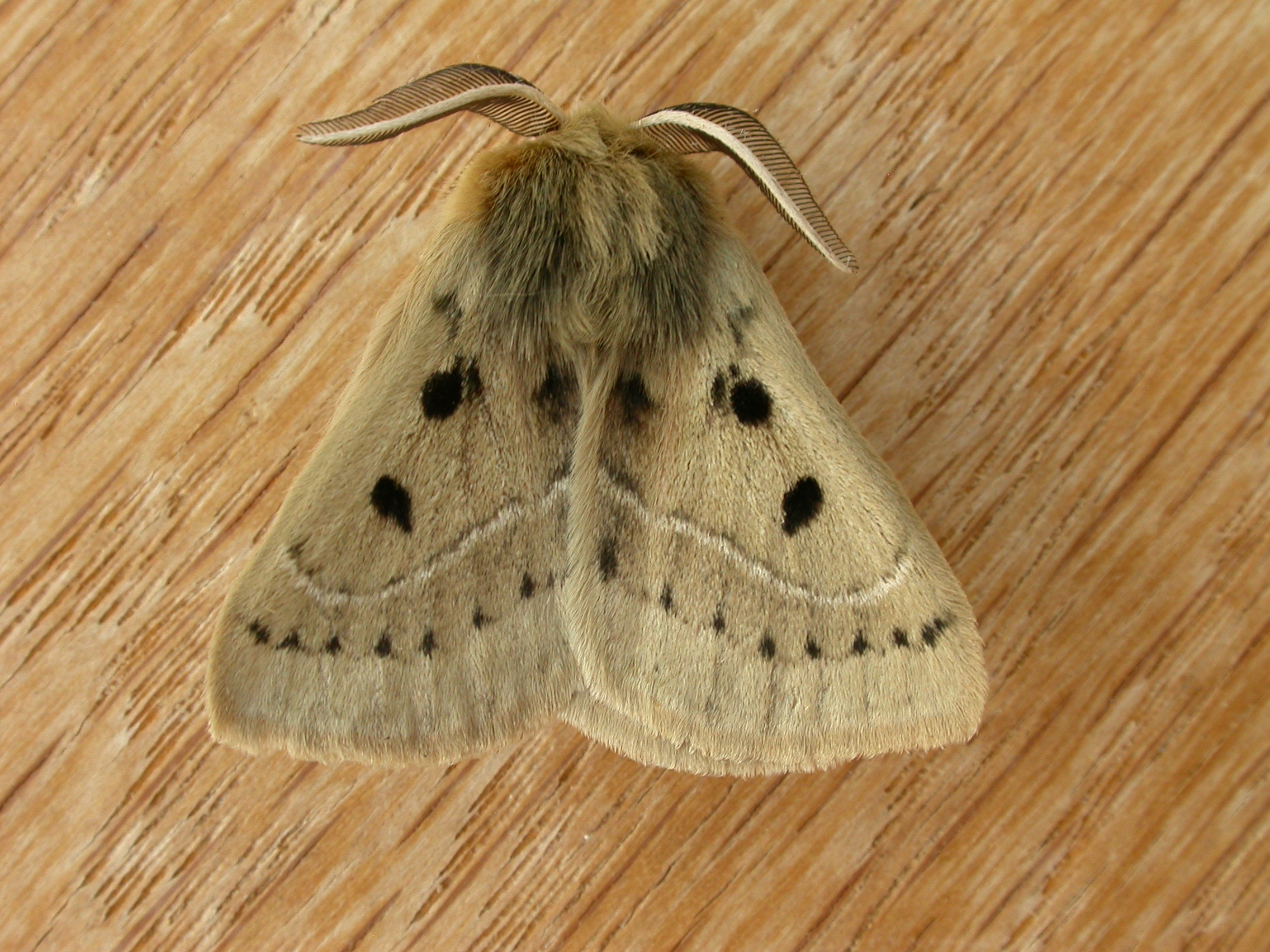
Anthela ocellata

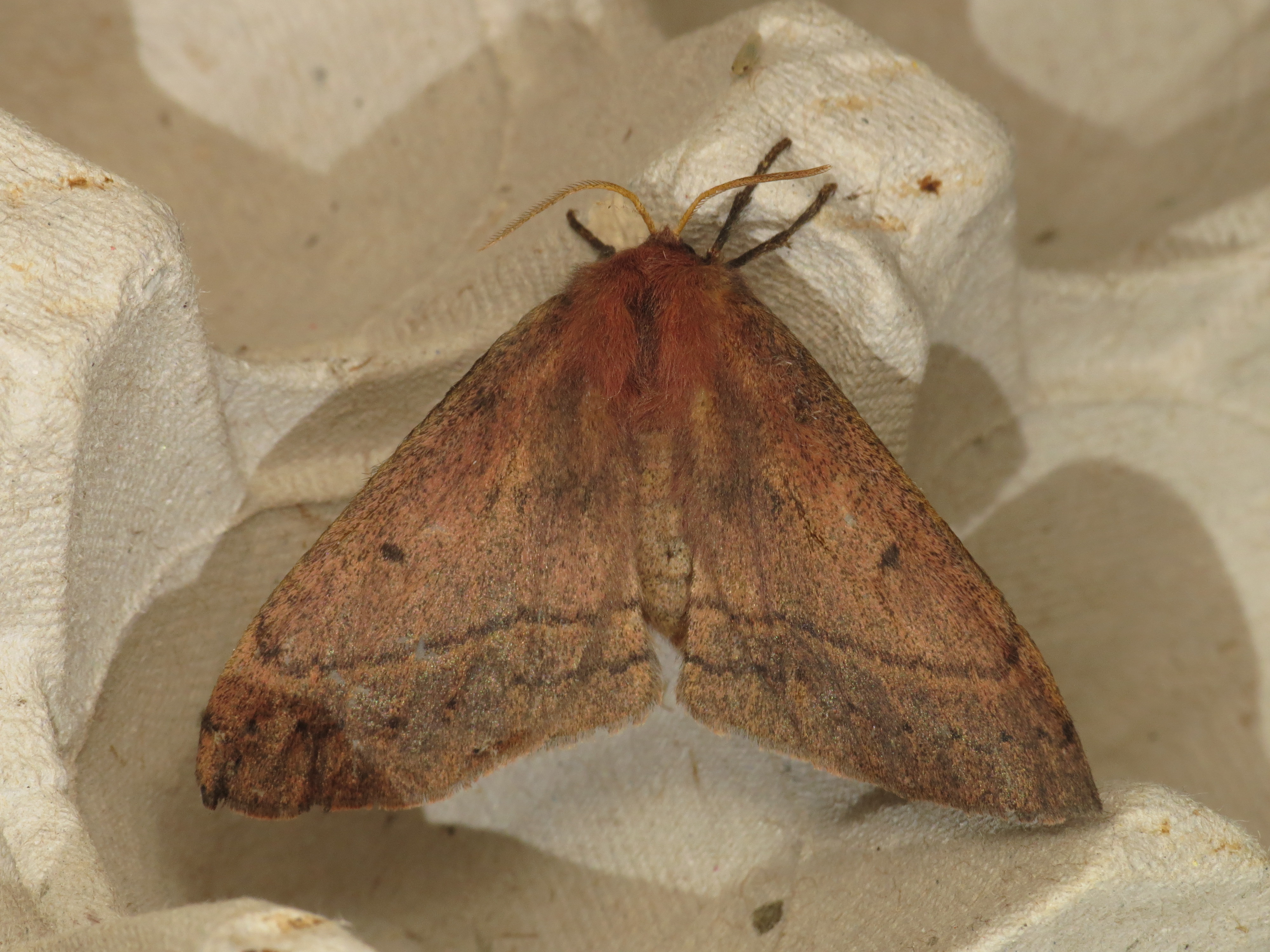
Anthela repleta

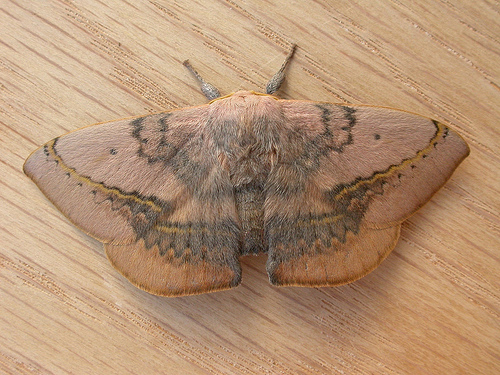
Anthela varia

- Anthela canescens (Walker, 1855) - List Spec. Lepid. Insects Colln Br. Mus. 4: 901 - Australia (Australia Occidentale, Territorio del Nord, Australia Meridionale, Queensland, Nuovo Galles del Sud e Victoria)[1]
  - = Darala canescens Walker, 1855[1]
  - = Colussa latifera Walker, 1862 - Trans. ent. Soc. Lond. (3) 1: 266[22]
  - = Colussa uvaria Walker, 1866 - List Spec. Lepid. Insects Colln Br. Mus. (35): 1576[43]
  - = Opsirhina tintinarra Tepper, 1890 - Comm. nat. ins. S. Austr. 2: 29[44]
  - = Darala scortea Lucas, 1891 - Proc. Linn. Soc. N.S.W. (2) 6 (2): 290[31]
  - = Darala succinea Lucas, 1891 - Proc. Linn. Soc. N.S.W. (2) 6 (2): 290[31]
  - = Anthela succinia [sic] Swinhoe, 1905 - Ann. Mag. Nat. Hist. (7) 16 (92): 150[45]
  - = Anthela moretonensis Strand, 1925 - in Dalla Torre, K. W. von Thunberg-Sternhoff & Strand, E. 1925, Aegeriidae. Lepidopterorum Catalogus 31: 1-202[46]
- Anthela charon Bethune-Baker, 1908 - Novit. Zool. 15: 190 - Nuova Guinea[47]
  - = Anthela kebea Strand, 1929 - in Seitz, A. 1929, Die Gross-Schmetterlinge der Erde 10: 373[48]
- Anthela cinerascens (Walker, 1855) - List Spec. Lepid. Insects Colln Br. Mus. (4): 900 - Australia[1]
  - = Darala cinerascens Walker, 1855[1]
  - = Darala rufifascia Walker, 1865 - List Spec. Lepid. Insects Colln Br. Mus. (32): 370[24]
  - = Anthela cervinella Strand, 1929 - in Seitz, A. 1929, Die Gross-Schmetterlinge der Erde 10: 371[48]
- Anthela clementi (Swinhoe, 1902) - Ann. Mag. nat. Hist. (7) 9 (50): 81 - Australia[28]
  - = Darala clementi Swinhoe, 1902[28]
  - = Anthela clementsi [sic] Lower, 1916 - Trans. R. Soc. S. Australia 40: 241[49]
- Anthela cnecias Turner, 1921 - Proc. Linn. Soc. N.S.W. 46 (182): 178 - Australia (Australia Occidentale, Nuovo Galles del Sud, Victoria e Tasmania)[12]
  - = Anthela tasmaniensis Strand, 1929 - in Seitz, A. (ed.). 1925-1929, Die Gross-Schmetterlinge der Erde 10: 370[48]
- Anthela connexa (Walker, 1855) - List Spec. Lepid. Insects Colln Br. Mus. (4): 898 - Australia (Queensland, Nuovo Galles del Sud, Victoria e Tasmania)[1]
  - = Darala connexa Walker, 1855[1]
  - = Darala fervens Walker, 1855 - List Spec. Lepid. Insects Colln Br. Mus. (4): 898[1]
  - = Darala zonata Felder, 1874 - Reise Fregatte Novara 2 (Abth. 2) (4): tav. 99, fig. 1[40]
- Anthela decolor Turner, 1939 - Proc. R. Soc. Qd. 50: 150 - Australia[50]
- Anthela deficiens (Walker, 1865) - List Spec. Lepid. Insects Colln Br. Mus. (32): 374 - Australia (Queensland)[24]
  - = Dreata deficiens Walker, 1865[24]
- Anthela denticulata (Newman, 1856) - Trans. ent. Soc. Lond. (2) 3: 283 - Australia (Victoria)[51]
  - = Teara denticulata Newman, 1856[51]
- Anthela directa (Walker, 1862) - Trans. ent. Soc. Lond. (3) 1: 266 (incertae sedis) - Australia (Queensland e Nuovo Galles del Sud)[22]
  - = Colussa directa Walker, 1862[22]
- Anthela ekeikei Bethune-Baker, 1904 - Novit. Zool. 11 (2): 403 - Nuova Guinea[30]
  - = Collusa [sic] ekeikei Bethune-Baker, 1904 - Novit. Zool. 11 (2): 429; tav. 6, fig. 42[30]
  - = Anthela ekeikei f. mediana Strand, 1929 - in Seitz, A. (ed.). 1925-1929, Die Gross-Schmetterlinge der Erde 10: 373[48]
  - = Anthela ekeikei f. obsoletipicta Strand, 1929 - in Seitz, A. (ed.). 1925-1929, Die Gross-Schmetterlinge der Erde 10: 373[48]
  - = Anthela ekeikei f. pupillifera Strand, 1929 - in Seitz, A. (ed.). 1925-1929, Die Gross-Schmetterlinge der Erde 10: 373[48]
- Anthela euryphrica Turner, 1936 - Proc. R. Soc. Qd. 47: 46 - Australia (Australia Occidentale, Australia Meridionale, Nuovo Galles del Sud)[52]
- Anthela excellens (Walker, 1855) - List Spec. Lepid. Insects Colln Br. Mus. (4): 902 - Australia[1]
  - = Darala excellens Walker, 1855[1]
  - = Darala integra Walker, 1855 - List Spec. Lepid. Insects Colln Br. Mus. (4): 893[1]
  - = Dreata caniceps Walker, 1862 - Trans. ent. Soc. Lond. (3) 1: 269[22]
- Anthela exoleta (Swinhoe, 1892) - Cat. Het. Mus. Oxford (1): 197; tav. 6, fig. 18 - Australia (Australia Occidentale e Australia Meridionale)[37]
  - = Aroa exoleta Swinhoe, 1892[37]
  - = Darala figlina Swinhoe, 1902 - Ann. Mag. nat. Hist. (7) 9 (50): 81[28]
  - = Anthela glauerti Turner, 1939 - Proc. R. Soc. Qd. 50: 150[50] Anthela ferruginosa
- Anthela ferruginosa Walker, 1855 - List Spec. Lepid. Insects Colln Br. Mus. (4): 854 - Australia (Australia Meridionale, Queensland, Nuovo Galles del Sud, Territorio della Capitale Australiana, Victoria e Tasmania) (specie tipo)[1]
  - = Darala parva Walker, 1855 - List Spec. Lepid. Insects Colln Br. Mus. (4): 892[1]
  - = Darala minuta Swinhoe, 1892 - Cat. Het. Mus. Oxford (1): 210[37]
  - = Anthela walkeri Strand, 1925 - in Seitz, A. 1934, Die Gross-schmetterlinge der Erde 10: 366[48]
  - = Anthela guttifascia Strand, 1925 - in Seitz, A. 1934, Die Gross-schmetterlinge der Erde 10: 366[48]
- Anthela guenei (Newman, 1856) - Trans. ent. Soc. Lond. (2) 3: 284; tav. 18, fig. 9 - Australia (Queensland, Nuovo Galles del Sud e Victoria)[51]
  - = Teara guenei Newman, 1856[51]
  - = Neumania [sic] guenei Swinhoe, 1892 in Swinhoe, 1922, Ann. Mag. Nat. Hist. (9) 10 (58): 453[33]
  - = Teara gueneei [sic] Tillyard, 1926 - The Insects of Australia and New Zealand, 430-432[53]
- Anthela habroptila Turner, 1921 - Proc. Linn. Soc. N.S.W. 46 (182): 173 - Australia (Australia Occidentale e Territorio del Nord)[12]
- Anthela heliopa (Lower, 1902) - Trans. R. Soc. S. Aust. 26: 214 - Australia[42]
  - = Darala heliopa Lower, 1902[42]
  - = Anthela prionodes Turner, 1932 - Trans. R. Soc. S. Aust. 56: 187[54]
- Anthela hyperythra Turner, 1921 - Proc. Linn. Soc. N.S.W. 46 (182): 172 - Australia[12]
- Anthela inconstans (Joicey & Talbot, 1916) - Trans. ent. Soc. Lond. 1915 (3-4): 380 - Nuova Guinea[29]
  - = Colussa strigata inconstans Joicey & Talbot, 1916[29]
- Anthela inornata (Walker, 1855) - List Spec. Lepid. Insects Colln Br. Mus. (4): 901 - Australia[1]
  - = Darala inornata Walker, 1855[1]
  - = Darala complens Swinhoe, 1892 - Cat. Het. Mus. Oxford (1): 209[37]
  - = Anthela carneotincta Swinhoe, 1903 - Trans. Ent. Soc. Lond. 1903 (3): 451[32]
  - = Anthela crenulata Swinhoe, 1903 - Trans. Ent. Soc. Lond. 1903 (3): 451[32]
- Anthela julia Hulstaert, 1924 - Ann. Soc. Ent. Belg. 64(3): 99 - Nuova Guinea[55]
- Anthela laeta (Grünberg, 1914) - Entomologische Rundschau 31: 78 - Nuova Guinea[35]
  - = Darala laeta Grünberg, 1914[35]
- Anthela limonea (Butler, 1874) - Cistula ent. 1: 291 - Australia (Territorio del Nord e Queensland)[56]
  - = Darala limonea Butler, 1874[56]
- Anthela linearis (Lucas, 1891) (incertae sedis) - Proc. Linn. Soc. N.S.W. (2) 6 (2): 289 - Australia[31]
  - = Darala linearis Lucas, 1891[31]
- Anthela lineosa (Walker, 1862) - Trans. Ent. Soc. Lond. (3) 1: 269 - Australia[22]
  - = Darala lineosa Walker, 1862[22]
- Anthela macrota (Lower, 1892) - Trans. R. Soc. S. Austr. 16: 11 (nomen nudum) - Australia[57]
  - = Darala macrota Lower, 1892[57]
- Anthela maculosa (Lucas, 1898) (incertae sedis) - Proc. R. Soc. Qd 13: 67 - Australia[58]
  - = Darala maculosa Lucas, 1898[58]
- Anthela neurospasta Turner, 1902 - Trans. Proc. R. Soc. S. Aust. 26: 182 - Australia (Territorio del Nord e Queensland)[59]
  - = Anthela ochroneura Turner, 1915 - Proc. R. Soc. Qd 27 (1): 25[60]
  - = Anthela linopepla Turner, 1921 - Proc. Linn. Soc. N.S.W. 46 (182): 171[12] Anthela nicothoe

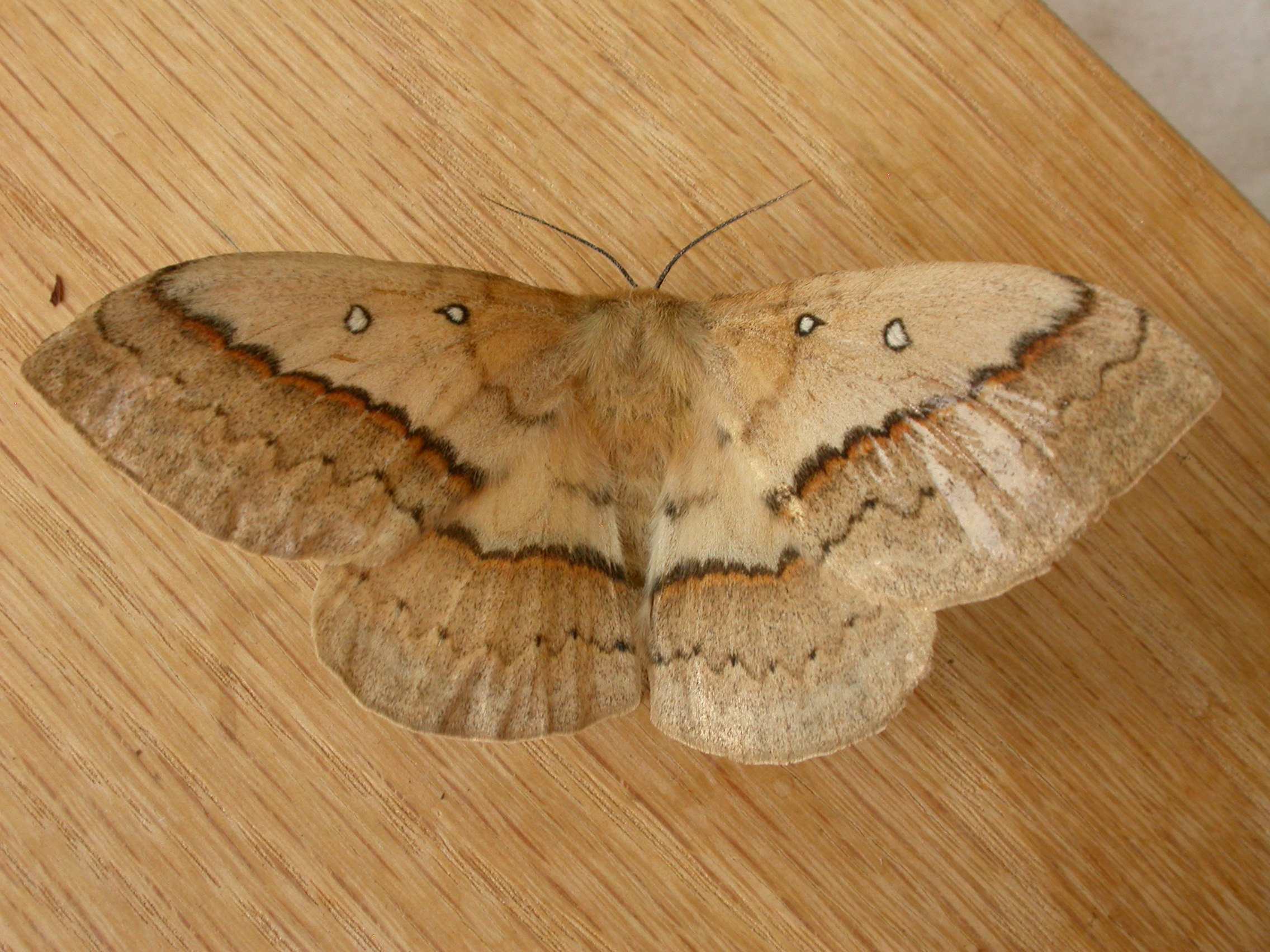
Anthela nicothoe

- Anthela nicothoe (Boisduval, 1832) - in d'Urville M. J., Voy. Astrolabe (Faune ent. Pacif.) 1: 226 - Australia (Australia Meridionale, Queensland, Nuovo Galles del Sud, Victoria e Tasmania)[61]
  - = Bombyx nicothoe Boisduval, 1832[61]
  - = Darala adusta Walker, 1855 - List Spec. Lepid. Insects Colln Br. Mus. (4): 897[1]
  - = Laelia australasiae Herrich-Schäffer, 1855 - Samml. aussereurop. Schmett. 1: 70; tav. 91, fig. 386[62]
  - = Darala eucalypti Herrich-Schäffer, 1858 (nomen nudum) - Samml. aussereurop. Schmett. 1: 70; tav. 91, fig. 386[62]
  - = Darala censors Walker, 1865 - List Spec. Lepid. Insects Colln Br. Mus. (32): 369[24]
  - = Darala consors Walker, 1866 - List Spec. Lepid. Insects Colln Br. Mus. (35): 1917 [emend.][43] Anthela ocellata
- Anthela ocellata (Walker, 1855) - List Spec. Lepid. Insects Colln Br. Mus. (4): 887 - Australia (Australia Occidentale, Australia Meridionale, Queensland, Nuovo Galles del Sud, Victoria e Tasmania)[1]
  - = Darala ocellata Walker, 1855[1]
  - = Ommatoptera tetrophthalma Herrich-Schäffer, 1856 - Samml. aussereurop. Schmett. 1: 18; tav. 112, figg. 506-507[62]
  - = Anthela symphona Turner, 1904 - Trans. Ent. Soc. Lond. 1904: 480[2]
  - = Anthela nigristigma Fawcett, 1917 - Proc. Zool. Soc. Lond. 1917: 248[63]
  - = Anthela dama Strand, 1929 - in Seitz, A. (ed.). 1925-1929, Die Gross-Schmetterlinge der Erde 10: 370[48]
- Anthela ochroptera (Lower, 1892) - Trans. R. Soc. S. Austr. 16: 11; 14 - Australia (Australia Meridionale e Nuovo Galles del Sud)[57]
  - = Darala ochroptera Lower, 1892[57]
  - = Colussa psammochroa Lower, 1908 - Trans. R. Soc. S. Australia 32: 112[64]
- Anthela odontogrammata (Joicey & Talbot, 1917) - Ann. Mag. Nat. Hist. (8) 20 (115): 56; tav. 3, fig. 14 - Nuova Guinea[65]
  - = Colussa odontogrammata Joicey & Talbot, 1917 Anthela oressarcha[65]
- Anthela oressarcha Turner, 1921 - Proc. Linn. Soc. N.S.W. 46 (182): 177 - Australia (Nuovo Galles del Sud)[12]
- Anthela ostra Swinhoe, 1903 - Trans. Ent. Soc. Lond. 1903 (3): 447 - Australia[32]
  - = Anthela chrysocrossa Turner, 1915 - Proc. R. Soc. Qd 27 (1): 24[60]
- Anthela phaeodesma Turner, 1921 - Proc. Linn. Soc. N.S.W. 46 (182): 183 - Australia (Queensland)[12]
  - = Anthela intermedia Hulstaert, 1924 - Ann. Mag. Nat. Hist. (9) 13: 136[41]
  - = Anthela phaedesma [sic] Bryk, 1934 - Lymantriidae. Lepidopterorum Catalogus 62: 1-441[66]
- Anthela phoenicias Turner, 1902 - Trans. Proc. R. Soc. S. Aust. 26: 182 - Australia (Australia Occidentale, Australia Meridionale e Queensland)[59]
  - = Anthela aspilota Turner, 1902 - Trans. Proc. R. Soc. S. Aust. 26: 182[59]
- Anthela postica (Walker, 1855) - List Spec. Lepid. Insects Colln Br. Mus. (4): 899 - Australia (Nuovo Galles del Sud e Victoria)[1]
  - = Darala postica Walker, 1855[1]
  - = Anthela callicesta Turner, 1924 - Proc. Linn. Soc. N.S.W. 49: 399[67]
- Anthela protocentra (Meyrick, 1891) - Trans. R. Soc. S. Aust. 14: 191 - Australia (Nuovo Galles del Sud e Victoria)[36]
  - = Darala protocentra Meyrick, 1891[36]
- Anthela pudica (Swinhoe, 1902) - Ann. Mag. Nat. Hist. (7) 9 (54): 419 - Australia[28]
  - = Darala pudica Swinhoe, 1902[28]
- Anthela pyrrhobaphes Turner, 1926 - Pap. proc. R. Soc. Tasmania 1925: 114 - Australia (Tasmania)[68]
- Anthela reltoni (Lucas, 1895) - Trans. nat. Hist. Soc. Qd 1: 106 - Australia[69]
  - = Darala reltoni Lucas, 1895[69]
  - = Anthela pyromacula Lower, 1905 - Trans. R. Soc. S. Austr. 29: 176 Anthela repleta[38]
- Anthela repleta (Walker, 1855) - List Spec. Lepid. Insects Colln Br. Mus. (4): 896 - Australia (Australia Meridionale, Nuovo Galles del Sud, Victoria e Tasmania)[1]
  - = Darala repleta Walker, 1855[1]
  - = Ommatoptera diophthalma Herrich-Schäffer, 1856 - Samml. aussereurop. Schmett. 1: 84; tav. 112, fig. 508[62]
  - = Anthela repletana Strand, 1929 - in Seitz, A. 1929, Die Gross-Schmetterlinge der Erde 10: 371[48]
- Anthela roberi Niepelt, 1934 - Int. Ent. Z. 28 (34): 429 - Nuova Guinea[70]
- Anthela rubeola (Felder, 1874) - Reise Fregatte Novara 2 (Abth. 2) (4): tav. 98, fig. 9 - Australia (Australia Meridionale e Victoria)[40]
  - = Darala rubeola Felder, 1874[40]
  - = Darala haemoptera Lower, 1893 - Trans. Proc. R. Soc. S. Austr. 17 (1): 150[71]
- Anthela rubicunda (Swinhoe, 1902) - Ann. Mag. nat. Hist. (7) 9 (54): 419 - Australia[28]
  - = Darala rubicunda Swinhoe, 1902[28]
- Anthela rubriscripta (Lucas, 1891) (incertae sedis) - Proc. Linn. Soc. N.S.W. (2) 6 (2): 291 - Australia[31]
  - = Darala rubriscripta Lucas, 1891[31]
- Anthela strigata (Bethune-Baker, 1904) - Novit. Zool. 11 (2): 371 - Nuova Guinea[30]
  - = Pseudodreata strigata Bethune-Baker, 1904[30]
- Anthela stygiana (Butler, 1882) - Ann. Mag. Nat. Hist. (5) 9 (50): 88 - Australia[72]
  - = Darala stygiana Butler, 1882[72]
  - = Darala magnifica Lucas, 1891 - Proc. Linn. Soc. N.S.W. (2) 6 (2): 286[31]
- Anthela subfalcata (Walker, 1855) - List Spec. Lepid. Insects Colln Br. Mus. (4): 894 - Australia[1]
  - = Darala subfalcata Walker, 1855[1]
  - = Darala ferruginea Walker, 1855 - List Spec. Lepid. Insects Colln Br. Mus. (4): 890[1]
  - = Darala myrti Herrich-Schäffer, 1858 (nomen nudum) - Samml. aussereurop. Schmett. 1: 70; tav. 112, fig. 508[62]
  - = Anthela phaeozona Turner, 1926 - Pap. proc. R. Soc. Tasmania 1925: 115[68] Anthela tetraphrica
- Anthela tetraphrica Turner, 1921 - Proc. Linn. Soc. N.S.W. 46 (182): 181 - Australia (Australia Occidentale, Australia Meridionale e Nuovo Galles del Sud)[12]
  - = Anthela tetraphica [sic] Hulstaert, 1928 - in Wytsman, P. 1928, Genera Insectorum 191, Fam. Anthelidae: 7[73]
- Anthela trisecta (Lucas, 1898) (incertae sedis) - Proc. R. Soc. Qd 13: 67 - Australia[58]
  - = Darala trisecta Lucas, 1898[58]
- Anthela unisigna Swinhoe, 1903 - Trans. Ent. Soc. Lond. 1903 (3): 447 - Australia[32] Anthela varia
- Anthela varia (Walker, 1855) - List Spec. Lepid. Insects Colln Br. Mus. (4): 890 - Australia (Australia Occidentale, Territorio del Nord, Australia Meridionale, Queensland, Nuovo Galles del Sud, Victoria, Territorio della Capitale Australiana)[1]
  - = Darala varia Walker, 1855[1]
  - = Darala hamata Walker, 1855 - List Spec. Lepid. Insects Colln Br. Mus. (4): 895[1]
  - = Colussa odenestaria Walker, 1860 - List Spec. Lepid. Insects Colln Br. Mus. (21): 288[74]
  - = Darala pinguis Walker, 1865 - List Spec. Lepid. Insects Colln Br. Mus. (32): 372[24]
  - = Eulophocampe amoena Scott, 1893 (nomen nudum) - Australian Lepidoptera and their transformations 2: 28[75]
  - = Darala humata [sic] Turner, 1921 - Proc. Linn. Soc. N.S.W. 46 (182): 175[12]
- Anthela virescens Turner, 1939 - Proc. R. Soc. Qd 50: 150 - Australia[50]
- Anthela xantharcha (Meyrick, 1891) - Trans. R. Soc. S. Aust. 14: 191 - Australia (Australia Occidentale, Territorio del Nord, Australia Meridionale, Queensland, Nuovo Galles del Sud e Victoria)[36]
  - = Darala xantharcha Meyrick, 1891[36]
- Anthela xanthobapta Lower, ?
- Anthela xanthocera Turner, 1922 - Proc. Linn. Soc. N.S.W. 47: 351 - Australia[39]

### Sinonimi
Sono stati riportati i seguenti sinonimi:
- Arnissa Walker, 1869 - Charact. undescript. Lep. Het.: 76 - specie tipo: Arnissa simplex (= Anthela addita)[25]
- Baeodromus Herrich-Schäffer, 1858 - Samml. aussereurop. Schmett. 1: 70 (nomen nudum)[62]
- Collusa [sic] Bethune-Baker, 1904 - Novit. Zool. 11 (2): 429; tav. 6, fig. 42 - specie tipo: Collusa ekeikei (= Anthela ekeikei)[30]
- Colussa Walker, 1860 - List Spec. Lepid. Insects Colln Br. Mus. (21): 278 (chiave); 288 - specie tipo: Colussa odenestaria (= Anthela varia)[74]
- Cycethra Bethune-Baker, 1904 - Novit. Zool. 11 (2): 393[30]
- Darala Walker, 1855 - List Spec. Lepid. Insects Colln Br. Mus. (4): 778 (chiave); 886 - specie tipo: Darala ocellata (= Anthela ocellata)[1]
- Eulophocampe Scott, 1893 - Australian Lepidoptera and their transformations 2: 28 - specie tipo: Eulophocampe amoena (= Anthela varia) (nomen nudum)[75]
- Laranda Herrich-Schäffer, 1858 - Samml. aussereurop. Schmett. 1: 70 (nomen nudum)[62]
- Neumania [sic] Swinhoe, 1922 - Ann. Mag. nat. Hist. (9) 10 (58): 453[33]
- Newmania Swinhoe, 1892 - Cat. Het. Mus. Oxford (1): 199 - specie tipo: Newmannia guenei (= Anthela guenei)[37]
- Ommalophora [sic] Dalla Torre, 1927 - Ent. Nachrrichtenbl. Troppau 1 (2): 9[76]
- Ommatophora [sic] Swinhoe, 1922 - Ann. Mag. Nat. Hist. (9) 10 (58): 454[33]
- Ommatoptera Herrich-Schäffer, 1855 - Samml. aussereurop. Schmett. 1: 18 - specie tipo: Ommatoptera tetrophthalma (= Anthela ocellata)[62]
- Pseudodreata Bethune-Baker, 1904 (nomen novum) - Novit. zool. 11: 371 - specie tipo: Pseudodreata strigata (= Anthela strigata)[30]

## Filogenesi
Nel 2008 è stato pubblicato, da Zwick et al., uno studio di filogenesi molecolare sugli Anthelidae, basato sull'analisi delle sequenze di DNA codificanti per due proteine: carbamoylphosphate synthetase/aspartate transcarbamylase/dihydroorotase (CAD; 680 bp) ed elongation factor-1a (Ef-1a; 1240 bp). In base ai risultati, mentre la monofilia della famiglia e delle due sottofamiglie (Anthelinae e Munychryiinae) sarebbe ampiamente confermata, non altrettanto si può dire per il genere Anthela, che risulterebbe marcatamente polifiletico, se rapportato a Chenuala, Pterolocera, Omphaliodes, Nataxa e forse a Pseudodreata; ulteriori analisi sono necessarie per giungere ad un quadro più chiaro in merito.

## Conservazione
Nessuna specie appartenente a questo genere è stata inserita nella Lista rossa IUCN.

### Pubblicazioni
- (EN) Bethune-Baker, G. T., New Lepidoptera from British New Guinea (PDF), in Novitates Zoologicae, vol. 11, Londra, Order of the Trustees, British museum (Natural history), 1904,  pp. 367-429, DOI:10.5962/bhl.part.26838, ISSN 0950-7655 (WC · ACNP), LCCN 44016969, OCLC 5974842602.
- (EN) Bethune-Baker, G. T., New Lepidoptera from British New Guinea (PDF), in Novitates Zoologicae, vol. 15, Londra, Order of the Trustees, British museum (Natural history), 1908,  pp. 175-243, DOI:10.5962/bhl.part.15472, ISSN 0950-7655 (WC · ACNP), LCCN 44016969, OCLC 5974803751.
- (EN) Brock, J. P., Pupal protrusion in some bombycoid moths, in Entomologist's Gazette, vol. 41, Faringdon, E.W. Classey, 1990,  pp. 91-98, ISSN 0013-8894 (WC · ACNP), LCCN sf93093861, OCLC 704023603.
- (EN) Butler, A. G., Descriptions of some new Heterocerous Lepidoptera from Australia (PDF), in Cistula entomologica, vol. 1, Londra, E. W. Janson, 1874,  pp. 291-293, LCCN unk81042723, OCLC 31041973.
- (EN) Butler, A. G., On a small collection of Lepidoptera from Melbourne (PDF), in Annals and magazine of natural history; zoology, botany, and geology, (5) 9, n. 50, Londra, Taylor & Francis, 1882,  pp. 84-103, ISSN 0374-5481 (WC · ACNP), LCCN 68007383, OCLC 4806269442.
- (EN) Common, I. F. B. & McFarland, N., A new subfamily for Munychryia Walker and Gephyroneura Turner (Lepidoptera: Anthelidae) and the description of a new species from western Australia (PDF), in Journal of the Australian Entomological Society, vol. 9, n. 1, Brisbane, The Society, aprile 1970,  pp. 11-22, DOI:10.1111/j.1440-6055.1970.tb00764.x, ISSN 0004-9050 (WC · ACNP), LCCN 76646181, OCLC 4660271339.
- (DE) Dalla Torre, K. W., Die Erscheinungsdaten von Herrich-Schäffers Sammlung neuer un wenig bekannten aussereuropäischer Schmetterlinge, in Entomologisches Nachrichtenblatt, vol. 1, n. 2, Troppau, 1927,  pp. 9; 56, ISSN 0425-1091 (WC · ACNP), OCLC 679735419.
- (EN) Fawcett, J. M., Notes on a collection of Heterocera made by M. W. Feather in British East Africa 1911–1913 (PDF), in Proceedings of the Zoological Society of London, vol. 1917, Londra, Academic Press, 1917,  pp. 233-250, ISSN 0370-2774 (WC · ACNP), LCCN 86640154, OCLC 607595844.
- (DE) Grünberg, K., Zwei neue Darala-Arten (PDF), in Entomologische Rundschau, vol. 31, Stoccarda, A. Kernen, 1914,  pp. 77-78, LCCN 61056205, OCLC 263596684.
- (EN) Hulstaert, G., New Moths from New Guinea, Kei, and Tenimber (abstract), in Annals and Magazine of Natural History, (9) 13, n. 73, Londra, Taylor & Francis, 1924a,  pp. 127-139, DOI:10.1080/00222932408633012, ISSN 0374-5481 (WC · ACNP), LCCN 68007383, OCLC 875836246.
- (FR) Hulstaert, G., Heteroceres indoaustraliens nouveaux, in Annales de la Société Entomologique de Belgique, vol. 64, n. 3, Bruxelles, La Société, 1924b,  pp. 85-101, ISSN 0774-5893 (WC · ACNP), LCCN ca07006786, OCLC 1765809.
- (EN) Joicey, J. J.; Noakes, A. & Talbot, G., New Lepidoptera from Dutch New Guinea (PDF), in Transactions of the Entomological Society of London, vol. 63, n. 3-4, Londra, The Society, 1916,  pp. 361-386, DOI:10.1111/j.1365-2311.1916.tb02541.x, ISSN 2053-2520 (WC · ACNP), LCCN sn88024445, OCLC 4643939957.
- (EN) Joicey, J. J. & Talbot, G., New Heterocera from Dutch New Guinea (PDF), in Annals and magazine of natural history; zoology, botany, and geology, (8) 20, n. 115, Londra, Taylor & Francis, 1917,  pp. 50-87, ISSN 0374-5481 (WC · ACNP), LCCN 68007383, OCLC 228162380.
- (EN) Kitching, I. J.; Rougerie, R.; Zwick, A.; Hamilton, C. A.; St. Laurent, R. A.; Naumann, S.; Ballesteros Mejia, L.; Kawahara, A. Y., A global checklist of the Bombycoidea (Insecta: Lepidoptera) (PDF), in Biodiversity Data Journal, vol. 6, Sofia, Pensoft Publishers, 12 febbraio 2018,  p. e22236, DOI:10.3897/BDJ.6.e22236, ISSN 1314-2828 (WC · ACNP), LCCN 2014243065, OCLC 967864539.
- (RU) Kuznetzov, V. I. & Stekolnikov, A. A., Comparative and functional morphology of the male genitalia of the Bombycoid moths (Lepidoptera, Papilionomorpha: Lasiocampoidea, Sphingoidea, Bombycoidea) and their systematic position, in Trudy Zoologičeskogo instituta, vol. 134, Leningrado, Akademija nauk SSSR, 1985,  pp. 3-48, ISSN 0206-0477 (WC · ACNP), OCLC 715330709.
- (EN) Lower, O. B., Lepidoptera (PDF), in Transactions of the Royal Society of South Australia, vol. 16, Adelaide, W. C. Rigby, 1892,  pp. 10-15, ISSN 1324-1788 (WC · ACNP), LCCN 95641252, OCLC 220028807.
- (EN) Lower, O. B., New Australian Lepidoptera (PDF), in Transactions of the Royal Society of South Australia, vol. 17, n. 1, Adelaide, The Society, 1893,  pp. 146-185, ISSN 0372-1426 (WC · ACNP), LCCN 95641252, OCLC 973873655.
- (EN) Lower, O. B., Descriptions of new genera and species of Australian Lepidoptera (PDF), in Transactions of the Royal Society of South Australia, vol. 26, Adelaide, The Society, 1902,  pp. 212-247, ISSN 0372-1426 (WC · ACNP), LCCN 95641252, OCLC 973873655.
- (EN) Lower, O. B., Descriptions of new Australian Lepidoptera, with synonymic notes. No. XXIII (PDF), in Transactions of the Royal Society of South Australia, vol. 29, Adelaide, The Society, 1905,  pp. 173-180, ISSN 0372-1426 (WC · ACNP), OCLC 973873655.
- (EN) Lower, O. B., New australian Lepidoptera.—No. XXV (PDF), in Transactions of the Royal Society of South Australia, vol. 32, Adelaide, The Society, 1908,  pp. 110-120, ISSN 0372-1426 (WC · ACNP), LCCN 95641252, OCLC 973873655.
- (EN) Lower, O. B., The Lepidoptera of Broken Hill, New South Wales - Part II (PDF), in Transactions of the Royal Society of South Australia, vol. 40, Adelaide, W.C. Rigby, 1916,  pp. 241-257, ISSN 0372-0888 (WC · ACNP), LCCN 95641251, OCLC 8290724.
- (EN) Lucas, T. P., On Queensland and other Australian Lepidoptera, with descriptions of new species (PDF), in Proceedings of the Linnean Society of New South Wales, vol. 6, Sydney, Australia Linnean Society of New South Wales, 1891,  pp. 277-306, DOI:10.5962/bhl.part.29893, ISSN 0370-047X (WC · ACNP), LCCN 21002639, OCLC 5974798767.
- (EN) Lucas, T. P., On 34 new species of Australian Lepidoptera, with additional localities, &c. (PDF), in Proceedings of the Royal Society of Queensland, vol. 8, n. 3, Brisbane, Royal Society of Queensland, 1892,  pp. 68-94, ISSN 0080-469X (WC · ACNP), LCCN sf79010627, OCLC 173418851.
- (EN) Lucas, T. P., Australian Lepidoptera - Thirty New Species (PDF), in Transactions of the Natural History Society of Queensland, vol. 1, Brisbane, The Society, 1895,  pp. 103-116, OCLC 37168699.
- (EN) Lucas, T. P., Descriptions of Queensland Lepidoptera. Arctiadae (PDF), in Proceedings of the Royal Society of Queensland, vol. 13, Brisbane, The Society, 1898,  pp. 59-86, ISSN 0080-469X (WC · ACNP), LCCN sf79010627, OCLC 499044666.
- (EN) McFarland, N. P., Annotated list of larval foodplant records for 280 species of Australian moths (PDF), in Journal of Lepidopterists' Society, 33 (Supplement), New Haven, Conn., The Society, 1879,  pp. 1-72, ISSN 0024-0966 (WC · ACNP), LCCN 56023725, OCLC 6750131.
- (EN) Meyrick, E., Descriptions of new Australian Lepidoptera (PDF), in Transactions of the Royal Society of South Australia, vol. 14, Adelaide, The Society, 1891,  pp. 188-199, LCCN 95641249, OCLC 7487499.
- (FR) Minet, J., Nouvelles frontières, géographiques et taxonomiques, pour la famille des CaIlidulidae (Lepidoptera, Calliduloidea), in Nouvelle Revue d'Entomologie (N. S.), vol. 6, n. 4, Fontenay-sous-Bois, Association pour le soutien de la Nouvelle Revue d'Entomologie, 1990  [1989],  pp. 351-368, ISSN 0374-9797 (WC · ACNP), OCLC 637361329.
- (EN) Minet, J., The Bombycoidea: phylogeny and higher classification (Lepidoptera: Glossata) (abstract), in Insect Systematics & Evolution, vol. 25, n. 1, Stenstrup, Apollo Books, gennaio 1994,  pp. 63-88, DOI:10.1163/187631294x00045, ISSN 1399-560X (WC · ACNP), LCCN 00252879, OCLC 4637513943.
- (EN) Mosher E., A Classification of the Lepidoptera Based on Characters of the Pupa (PDF), in Bulletin of the Illinois State Laboratory of Natural History, vol. 1912, n. 2, Urbana, Illinois, Illinois State Laboratory of Natural History, marzo 1916,  pp. 17-159 + 27 pls., DOI:10.5962/bhl.title.70830, ISSN 0073-5272 (WC · ACNP), LCCN 16027309, OCLC 2295354.
- (EN) Newman, E., Characters of a few Australian Lepidoptera, collected by Mr. Thomas R. Oxley (PDF), in Transactions of the Entomological Society of London, (2) 3, Londra, The Society, 1856,  pp. 281-300, ISSN 0035-8894 (WC · ACNP), LCCN sn88024445, OCLC 224462407.
- (FR) Niculescu, E. V., Sur les caractères morphologiques utilisés dans la taxonomie et la classification des lépidoptères, in SHILAP Revista de Lepidopterología, vol. 17, n. 65, 1989,  pp. 95-108, ISSN 0300-5267 (WC · ACNP), OCLC 162248980.
- (DE) Niepelt, F. W., Eine Neue Lymantriide aus Neu-Guinea, in Internationale entomologische Zeitschrift, vol. 28, n. 34, Francoforte sul Meno, Internationaler Entomologischer Verein, 1934, ISSN 0013-8843 (WC · ACNP), LCCN 58041251, OCLC 1605312.
- (EN) Regier, J. C.; Cook, C. P.; Mitter, C. and Hussey, A., A phylogenetic study of the ‘bombycoid complex’ (Lepidoptera) using ﬁve protein-coding nuclear genes, with comments on the problem of macrolepidoteran phylogeny (abstract), in Systematic Entomology, vol. 33, n. 1, Oxford, Blackwell Scientific Publications, gennaio 2008,  pp. 175-189, DOI:10.1111/j.1365-3113.2007.00409.x, ISSN 0307-6970 (WC · ACNP), LCCN 76646885, OCLC 225295632.
- (EN) Rosenstock, R., Notes on Australian Lepidoptera, with descriptions of new species (PDF), in Annals and magazine of natural history; zoology, botany, and geology, (5) 16, n. 95, Londra, Taylor & Francis, 1885,  pp. 376-385, ISSN 0374-5481 (WC · ACNP), LCCN 68007383, OCLC 4806277370.
- (EN) Scott, J. A., On the monophyly of the Macrolepidoptera, including a reassessment of their relationship to Cossoidea and Castnioidea, and a reassignment of Mimallonidae to Pyraloidea (PDF), in Journal of research on the lepidoptera, vol. 25, n. 1, Beverly Hills, CA, Lepidoptera Research Foundation, 1986,  pp. 30-38, ISSN 2156-5457 (WC · ACNP), LCCN 2010202002, OCLC 848203568 (archiviato dall'url originale il 15 ottobre 2017).
- (EN) Shepard, H. H., The pleural and sternal sclerites of the lepidopterous thorax (abstract), in Annals of the Entomological Society of America, vol. 23, n. 2, College Park, Md., The Society, 1º giugno 1930,  pp. 237-260, DOI:10.1093/aesa/23.2.237, ISSN 0013-8746 (WC · ACNP), LCCN 08018807, OCLC 5722253617.
- (EN) Swinhoe, C., New species of eastern and Australian Heterocera (PDF), in Annals and magazine of natural history; zoology, botany, and geology, (7) 9, n. 54, Londra, Taylor & Francis, giugno 1902,  pp. 415-424, ISSN 0374-5481 (WC · ACNP), LCCN 68007383, OCLC 4806267268.
- (EN) Swinhoe, C., A revision of the Old World Lymantriidae in the National Collection (PDF), in Transactions of the Entomological Society of London, vol. 51, Londra, The Society, 1903,  pp. 375-498, ISSN 0035-8894 (WC · ACNP), LCCN sn88024445, OCLC 5156753765.
- (EN) Swinhoe, C., Notes on eastern and Australian Heterocera, with descriptions of one new genus and thirteen new species (PDF), in Annals and magazine of natural history; zoology, botany, and geology, (7) 16, Londra, Taylor & Francis, 1905,  pp. 124-155, ISSN 0374-5481 (WC · ACNP), LCCN 68007383, OCLC 4806278306.
- (EN) Swinhoe, C., A revision of the genera of the family Liparidae (PDF), in Annals and magazine of natural history; zoology, botany, and geology, (9) 10, n. 58, Londra, Taylor & Francis, 1922,  pp. 449-484, ISSN 0374-5481 (WC · ACNP), LCCN 68007383, OCLC 875836246.
- (EN) Turner, A. J., New Australian Lepidoptera (PDF), in Transactions of the Royal Society of South Australia, vol. 26, Adelaide, The Society, 1902,  pp. 175-207, ISSN 0372-1426 (WC · ACNP), LCCN 95641252, OCLC 973873655.
- (EN) Turner, A. J., A Classification of the Australian Lymantriadae (PDF), in Transactions of the Entomological Society of London, vol. 1904, Londra, The Society, 1904,  pp. 469-481, DOI:10.1111/j.1365-2311.1904.tb02751.x, ISSN 2053-2520 (WC · ACNP), LCCN sn88024445, OCLC 220279251.
- (EN) Turner, A. J., Studies in Australian Lepidoptera (PDF), in Proceedings of the Royal Society of Queensland, vol. 27, n. 1, Brisbane, The Society, 1915,  pp. 11-57, ISSN 0080-469X (WC · ACNP), LCCN sf79010627, OCLC 499044666.
- (EN) Turner, A. J., A new family of Lepidoptera, the Anthelidae (PDF), in Transactions of the Royal Entomological Society of London, vol. 67, n. 3-4, Londra, The Society, gennaio 1920,  pp. 415-419, DOI:10.1111/j.1365-2311.1920.tb00014.x, ISSN 0035-8894 (WC · ACNP), LCCN sn88024447, OCLC 5156765240.
- (EN) Turner, A. J., Revision of Australian Lepidoptera. Hypsidae, Anthelidae (PDF), in Proceedings of the Linnean Society of New South Wales, vol. 46, Sydney, The Society, 1921,  pp. 159-191, DOI:10.5962/bhl.part.14007, ISSN 0370-047X (WC · ACNP), LCCN 21002639, OCLC 5974844269.
- (EN) Turner, A. J., Revision of Australian Lepidoptera. Saturniadae, Bombycidae, Eupterotidae, Notodontidae (PDF), in Proceedings of the Linnean Society of New South Wales, vol. 47, n. 187, Sydney, Linnean society of New South Wales, 1922,  pp. 348-390, ISSN 0370-047X (WC · ACNP), LCCN 21002639, OCLC 476489959.
- (EN) Turner, A. J., Revision of Australian Lepidoptera. Lasiocampidae (PDF), in Proceedings of the Linnean Society of New South Wales, vol. 49, Sydney, The Society, 1924,  pp. 397-428, DOI:10.5962/bhl.part.14007, ISSN 0370-047X (WC · ACNP), LCCN 21002639, OCLC 5974844269.
- (EN) Turner, A. J., New and Little Known Tasmanian Lepidoptera, in Papers and proceedings of the Royal Society of Tasmania, vol. 1925, Hobart, Walch and Sons, 1926a, ISSN 0080-4703 (WC · ACNP), LCCN sf80001515, OCLC 183413992.
- (EN) Turner, A. J., Revision of Australian Lepidoptera: Drepanidae, Limacodidae, Zygaenidae (PDF), in Proceedings of the Linnean Society of New South Wales, vol. 51, Sydney, Linnean Society of New South Wales, 1926b,  pp. 411-445, ISSN 0370-047X (WC · ACNP), LCCN 21002639, OCLC 476489959.
- (EN) Turner, A. J., New Australian Lepidoptera (PDF), in Transactions of the Royal Society of South Australia, vol. 56, Adelaide, The Society, 1932,  pp. 175-196, ISSN 0372-0888 (WC · ACNP), LCCN 95641251, OCLC 643906783.
- (EN) Turner, A. J., New Australian Lepidoptera (PDF), in Proceedings of the Royal Society of Queensland, vol. 47, Brisbane, The Society, 1936,  pp. 25-50, ISSN 0080-469X (WC · ACNP), LCCN sf79010627, OCLC 499044666.
- (EN) Turner, A. J., New Australian Lepidoptera (PDF), in Proceedings of the Royal Society of Queensland, vol. 50, Brisbane, The Society, 1939,  pp. 133-152, ISSN 0080-469X (WC · ACNP), LCCN sf79010627, OCLC 499044666.
- (EN) Turner, A. J., A review of the phylogeny and classification of the Lepidoptera (PDF), in Proceedings of the Linnean Society of New South Wales, vol. 71, Sydney, The Society, 1947,  pp. 303-338, ISSN 0370-047X (WC · ACNP), LCCN 21002639, OCLC 476489959.
- (EN) Van Eecke, R., List of the Lepidoptera (abstract), in Nova Guinea, a journal of botany, zoology, anthropology, ethnography, geology and palaeontology of the Papuan region, 15(Zool.), n. 1, Leida, E.J. Brill, 1924,  p. 46, DOI:10.5962/bhl.title.10923, ISSN 0546-7675 (WC · ACNP), LCCN 39004095, OCLC 1292255.
- (EN) Walker, F., Characters of undescribed Lepidoptera in the Collection of W. W. Saunders, Esq., F.R.S., &c (PDF), in Transactions of the Entomological Society of London, vol. 11, Londra, The Society, agosto 1862,  pp. 263-279, DOI:10.1111/j.1365-2311.1862.tb00605.x, ISSN 0035-8894 (WC · ACNP), LCCN sn88024447, OCLC 5156721393.
- (EN) Zwick, A., Molecular phylogeny of Anthelidae and other bombycoid taxa (Lepidoptera: Bombycoidea) (abstract), in Systematic Entomology, vol. 33, n. 1, Oxford, Blackwell Science, 14 gennaio 2008,  pp. 190-209, DOI:10.1111/j.1365-3113.2007.00410.x, ISSN 0307-6970 (WC · ACNP), LCCN 76646885, OCLC 4646424351.
- (EN) Zwick, A., The principal structure of male genital sclerites and muscles of bombycoid moths, with special reference to Anthelidae (Lepidoptera: Bombycoidea) (abstract), in Arthropod Structure and Development, vol. 38, n. 2, Oxford, Inghilterra, Elsevier Science Ltd., marzo 2009,  pp. 147-161, DOI:10.1016/j.asd.2008.07.006, ISSN 1467-8039 (WC · ACNP), LCCN 00260055, OCLC 4933452593, PMID 18765298.
- (EN) Zwick, A.; Regier, J.C.; Mitter, C. and Cummings, M., Increased gene sampling yields robust support for higher-level clades within Bombycoidea (Lepidoptera) (abstract), in Systematic Entomology, vol. 36, n. 1, Oxford, Blackwell Scientific Publications, 1º gennaio 2011,  pp. 31-43, DOI:10.1111/j.1365-3113.2010.00543.x, ISSN 0307-6970 (WC · ACNP), LCCN 76646885, OCLC 698219475.

### Testi
- (FR) Boisduval, J.-P., A., Voyage de la corvette l'Astrolabe, exécuté par Ordre du Roi, pendant les annés 1826-1827-1828-1829, sous le commandement de M.J. Dumont D'Urville, capitaine de Vaisseau (PDF), a cura di Dumont d'Urville, J.-S.-C., T. 5,1, Faune entomologique de l'Ocean Pacifique; P. 1, Lépidoptères, Parigi, Tastu, 1832  [1830-1834],  pp. iv; 267, ISBN non esistente, LCCN ltf84033607, OCLC 166087567.
- (DE) Bryk, F., Lymantriidae, collana Lepidopterorum Catalogus, Strand, E., vol. 62, Berlino, Junk, 1934,  p. 441, ISBN non esistente, LCCN 12012878, OCLC 630860100.
- (EN) Capinera, J. L. (Ed.), Encyclopedia of Entomology, 4 voll., 2nd Ed., Dordrecht, Springer Science+Business Media B.V., 2008,  pp. lxiii + 4346, ISBN 978-1-4020-6242-1, LCCN 2008930112, OCLC 837039413.
- (EN) Common, I. F. B., Australian Moths, Slater, E. (Photos), Brisbane, Jacaranda Press, 1963,  pp. 128; 331 figg., ISBN non esistente, LCCN 73028592, OCLC 7401642.
- (EN) Common, I. F. B., Lepidoptera (Moths and butterflies), in CSIRO (ed.). The insects of Australia: a textbook for students and research workers, sponsored by the Division of Entomology, Commonwealth Scientific and Industrial Research Organization, Canberra, I edition, Melbourne, Melbourne University Press, 1970,  pp. xiii, 1029, ISBN 9780522838374, LCCN 70461097, OCLC 907783264.
- (EN) Common, I. F. B., Moths of Australia, Slater, E. (fotografie), Carlton, Victoria, Melbourne University Press, 1990,  pp. vi, 535, 32 con tavv. a colori, ISBN 9780522843262, LCCN 89048654, OCLC 220444217.
- (DE) Döring, E., Zur Morphologie der Schmetterlingseier, Berlino, Akademie-Verlag, 1955,  pp. 154+61 pls, ISBN non esistente, OCLC 878434434.
- (EN) Eaton, J. L., Lepidopteran Anatomy, New York; Chichester; Brisbane, J. Wiley & Sons, cop., marzo 1988,  pp. xiii; 257, ISBN 9780471058625, LCCN 87025226, OCLC 468136425.
- (DE) Felder, C., Reise der österreichischen Fregatte Novara um die Erde in den Jahren 1857, 1858, 1859, unter den Befehlen des Commodore Bernhard von Wüllerstorf-Urbair (PDF), parte 9, vol. 2(2), Vienna, Aus der Kaiserlich-Königlichen Hof- und Staatsdruckerei, in Commission bei Karl Gerold's Sohn, 1861,  pp. 1-39; tavv. 1-140, DOI:10.5962/bhl.title.1597, ISBN non esistente, OCLC 174025314.
- (EN) Fletcher, D. S. and Nye, I. W. B., The Generic names of moths of the world (PDF), Vol. 4, Bombycoidea, Castnioidea, Cossoidea, Mimallonoidea, Sesioidea, Sphingoidea, Zygaenoidea, Londra, Trustees of the British Museum (Natural History), 1982,  p. 192, DOI:10.5962/bhl.title.119597, ISBN 9780565008482, OCLC 55566822.
- (EN) Franclemont, J. G., The moths of America north of Mexico, including Greenland. Fasc. 20.1, Mimallonoidea: Mimallonidae; and Bombycoidea: Apatelodidae, Bombycidae, Lasiocampidae, a cura di Richard B. Dominick, fotografie di Richard B. Dominick e Charles Edwards; disegni di Elaine R. Hodges, Londra, E.W. Classey and R.B.D. Publications, 1973,  pp. 1-86 + i-viii, ISBN 9780900848520, LCCN 86149225, OCLC 810583773.
- (EN) Grimaldi, D. A.; Engel, M. S., Evolution of the insects, Cambridge [U.K.]; New York, Cambridge University Press, maggio 2005,  pp. xv + 755, ISBN 978-0-521-82149-0, LCCN 2004054605, OCLC 56057971.
- (DE) Handlirsch, A., Lepidoptera (Schmetterlinge), in Schröder, C. (ed.). Handbuch der Entomologie, Vol. 3, Jena, Verlag von Gustav Fischer, 1925,  pp. 852-941, ISBN non esistente, OCLC 872344571.
- (DE) Herrich-Schäffer, G. A. W., Sammlung neuer oder wenig bekannter aussereuropäischer Schmetterlinge (PDF), Bd. 1, Regensburg, G.J. Manz, 1858-1869  [1850-1858],  pp. 1-84; tavv. 1-119, ISBN non esistente, OCLC 29788853.
- (FR) Hulstaert, G., Lepidoptera Heterocera. Fam. Anthelidae, in Wytsman, P. (ed.). - Genera Insectorum, Vol. 191, Bruxelles, Verteneuil & Desmet, 1928,  pp. 1-13 +1 tav., ISBN non esistente, LCCN sn87028360, OCLC 313241437.
- (EN) Kirby, W., A synonymic catalogue of Lepidoptera Heterocera. (Moths) (PDF), Vol. 1. Sphinges and bombyces, Londra, Gurney & Jackson, 1892,  pp. 951+45, DOI:10.5962/bhl.title.9152, ISBN non esistente, OCLC 727264784.
- (EN) Kristensen, N. P. (Ed.), Handbuch der Zoologie / Handbook of Zoology, Band 4: Arthropoda - 2. Hälfte: Insecta - Lepidoptera, moths and butterflies, Kükenthal, W. (Ed.), Fischer, M. (Scientific Ed.), Teilband/Part 35: Volume 1: Evolution, systematics, and biogeography, ristampa 2013, Berlino, New York, Walter de Gruyter, 1999  [1998],  pp. x, 491, ISBN 978-3-11-015704-8, OCLC 174380917.
- Schenkl, F.; Brunetti, F., Dizionario Greco-Italiano/Italiano-Greco, a cura di Meldi, D., collana La creatività dello spirito, Berrettoni G. (nota bibliografica), La Spezia, Casa del Libro - Fratelli Melita Editori, dicembre 1991  [1990],  p. 77, ISBN 978-88-403-6693-7, OCLC 797548053.
- (EN) Scoble, M. J., The Lepidoptera: Form, Function and Diversity, seconda edizione, London, Oxford University Press & Natural History Museum, 2011  [1992],  pp. xi, 404, ISBN 978-0-19-854952-9, LCCN 92004297, OCLC 25282932.
- (EN) Scott, A. W., Australian lepidoptera and their transformations, drawn from the life (PDF), Forde, H.; Scott, H., Vol. 2, Londra, John van Voorst, 1893  [1864-1898],  pp. 36; 21 tavv., DOI:10.5962/bhl.title.51826, ISBN non esistente, OCLC 23615163.
- (DE) Seitz, A., Die Gross-Schmetterlinge der Erde: eine systematische Bearbeitung der bis jetzt bekannten Grossschmetterlinge, Bd. 10, Die indo-australischen Spinner und Schwärmer, Stoccarda, Verl. des Seitzschen Werkes, 1929, ISBN non esistente, LCCN sv89027820, OCLC 715449316.
- (EN) Stehr, F. W. (Ed.), Immature Insects, 2 volumi, seconda edizione, Dubuque, Iowa, Kendall/Hunt Pub. Co., 1991  [1987],  pp. ix, 754, ISBN 978-0-8403-3702-3, LCCN 85081922, OCLC 13784377.
- (DE) Strand, E., Aegeriidae, in Lepidopterorum Catalogus (PDF), Dalla Torre, K. W. von Thunberg-Sternhoff, vol. 31, Berlino, W. Junk, 1925,  pp. 1-202, ISBN non esistente, LCCN 12012878, OCLC 69387360.
- (EN) Swinhoe, C., Catalogue of eastern and Australian Lepidoptera Heterocera in the collection of the Oxford University Museum (PDF), Part I. Sphinges and Bombyces, Oxford, Clarendon Press, 1892,  pp. 1-324, ISBN non esistente, OCLC 903998282.
- (EN) Tepper, J. G. O., Common native insects of South Australia: a popular guide to South Australian entomology (PDF), Vol. 2, Adelaide, E.S. Wigg & Son, 1890,  pp. iv; 65, ISBN non esistente, OCLC 79191332.
- (EN) Tillyard, R. J., The Insects of Australia and New Zealand, with eight plates in colour by P. Tillyard, Sydney, Australia, Angus & Robertson, 1926,  pp. xv + 560 + 44 pls., ISBN non esistente, LCCN 27026613, OCLC 258356202.
- (EN, LA) Walker, F., List of the specimens of lepidopterous insects in the collection of the British Museum (PDF), parti 4-6, Londra, Order of the Trustees, 1855  [1854-66],  pp. 778-1507, DOI:10.5962/bhl.title.58221, ISBN non esistente, LCCN agr04000350, OCLC 257830843.
- (EN, LA) Walker, F., List of the specimens of lepidopterous insects in the collection of the British Museum (PDF), parti 19-21, Londra, Order of the Trustees, 1859-60  [1854-66],  p. 734, DOI:10.5962/bhl.title.58221, ISBN non esistente, LCCN agr04000350, OCLC 257830843.
- (EN, LA) Walker, F., List of the specimens of lepidopterous insects in the collection of the British Museum (PDF), parti 25 e 26, Londra, Order of the Trustees, 1863  [1854-66],  pp. 1282-1796, DOI:10.5962/bhl.title.58221, ISBN non esistente, LCCN agr04000350, OCLC 257830843.
- (EN, LA) Walker, F., List of the specimens of lepidopterous insects in the collection of the British Museum (PDF), parti 31 e 32, Londra, Order of the Trustees, 1865  [1854-66],  p. 706, DOI:10.5962/bhl.title.58221, ISBN non esistente, LCCN agr04000350, OCLC 257830843.
- (EN, LA) Walker, F., List of the specimens of lepidopterous insects in the collection of the British Museum (PDF), parte 35, Londra, Order of the Trustees, 1866  [1854-66],  pp. 1535-2040, DOI:10.5962/bhl.title.58221, ISBN non esistente, LCCN agr04000350, OCLC 257830843.
- (EN) Walker, F., Characters of undescribed Lepidoptera Heterocera (PDF), Londra, E.W. Janson, 1869,  p. 112, DOI:10.5962/bhl.title.21064, ISBN non esistente, LCCN ltf91080454, OCLC 638239164.
- (EN) Zborowski, P. & Edwards, T., A Guide to Australian Moths, Collingwood, Victoria, CSIRO, 2007,  pp. x; 214, ISBN 9780643091597, LCCN 2007408402, OCLC 266969305.